# Ploudiry
Ploudiry [pludiʁi] est une commune du département du Finistère, dans la région Bretagne, en France.

## Géographie
Ploudiry a été chef-lieu du canton de Ploudiry jusqu'au redécoupage cantonal de 2014 en France et fait désormais partie du canton de Pont-de-Buis-lès-Quimerch.
| La Roche-Maurice | Saint-Servais , Bodilis | Loc-Éguiner |
| La Martyre       | Ploudiry                | Locmélar    |
| Tréflévénez      | Le Tréhou               | Sizun       |

### Situation

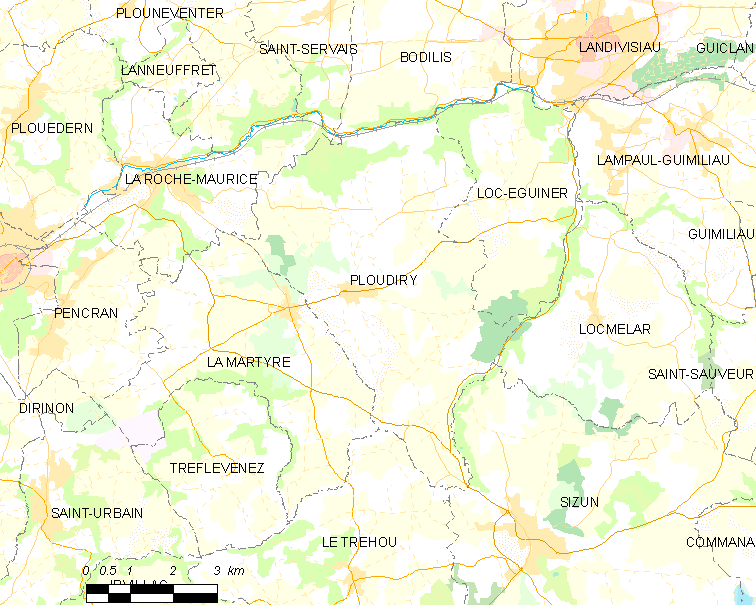
Carte de la commune de Ploudiry.

Ploudiry est située au centre du triangle formé par les villes de Landivisiau (au nord-est), de Landerneau (au nord-ouest) et de Sizun (au sud) ; située dans le Haut Léon, un peu au nord des Monts d'Arrée, la commune est constituée pour l'essentiel par un plateau assez bosselé allant de 188 mètres, une altitude rencontrée aussi bien dans la partie orientale de son finage, entre le hameau de Rolocaré et le bois de Saint-Antoine, qu'à sa limite occidentale, au lieu-dit Ty Garde (le bourg de Ploudiry lui-même atteignant 187 mètres  à l'emplacement du château d'eau), et s'abaissant progressivement vers le sud (jusqu'à 104 mètres au niveau du hameau de Leuzeureugan) que vers l'est où une partie 
amont de la vallée de l'Élorn lui sert de limite communale (l'Élorn coule à cet endroit entre 80 et 63 mètres d'altitude) avec Sizun, et surtout vers le nord où une partie située plus en aval de cette même vallée de l'Élorn lui sert également de limite communale, cette fois-ci avec Bodilis, ce fleuve côtier coulant à cet endroit entre 30 et 26 mètres d'altitude. La rive gauche de la vallée de l'Élorn, dont le versant est très pentu, est restée pour l'essentiel boisée, formant le bois de Saint-Antoine dans sa partie amont et le bois de Kerfaven dans sa partie aval.
Le paysage agraire traditionnel de Ploudiry est celui du bocage avec un habitat rural dispersé en hameaux et fermes isolées.

### Transports
Ploudiry n'est desservie que par des routes départementales (le CD 35 traverse le bourg, venant à l'ouest de La Martyre et se dirigeant à l'est vers Loc-Eguiner ; le CD 764 (ancienne route nationale 164 déclassée), allant de Carhaix à Landerneau, traverse la partie sud du territoire communal ; le CD 30, qui longe la partie orientale de la commune en empruntant la vallée de l'Élorn, allant de Sizun au sud en direction de Landivisiau est beaucoup plus fréquenté, mais ne dessert pas véritablement la commune) ou communales.

### Hydrographie
Pour un article plus général, voir Réseau hydrographique du Finistère.
La commune est située dans le bassin Loire-Bretagne. Elle est drainée par l'Élorn, la Boissière, le ruisseau Dour ar Men Glaz et divers autres petits cours d'eau,.
L'Élorn, d'une longueur de 56 km, prend sa source dans la commune de Sizun et se jette  dans la rade de Brest entre les communes de Plougastel-Daoulas et de Le Relecq-Kerhuon, après avoir traversé 14 communes. 

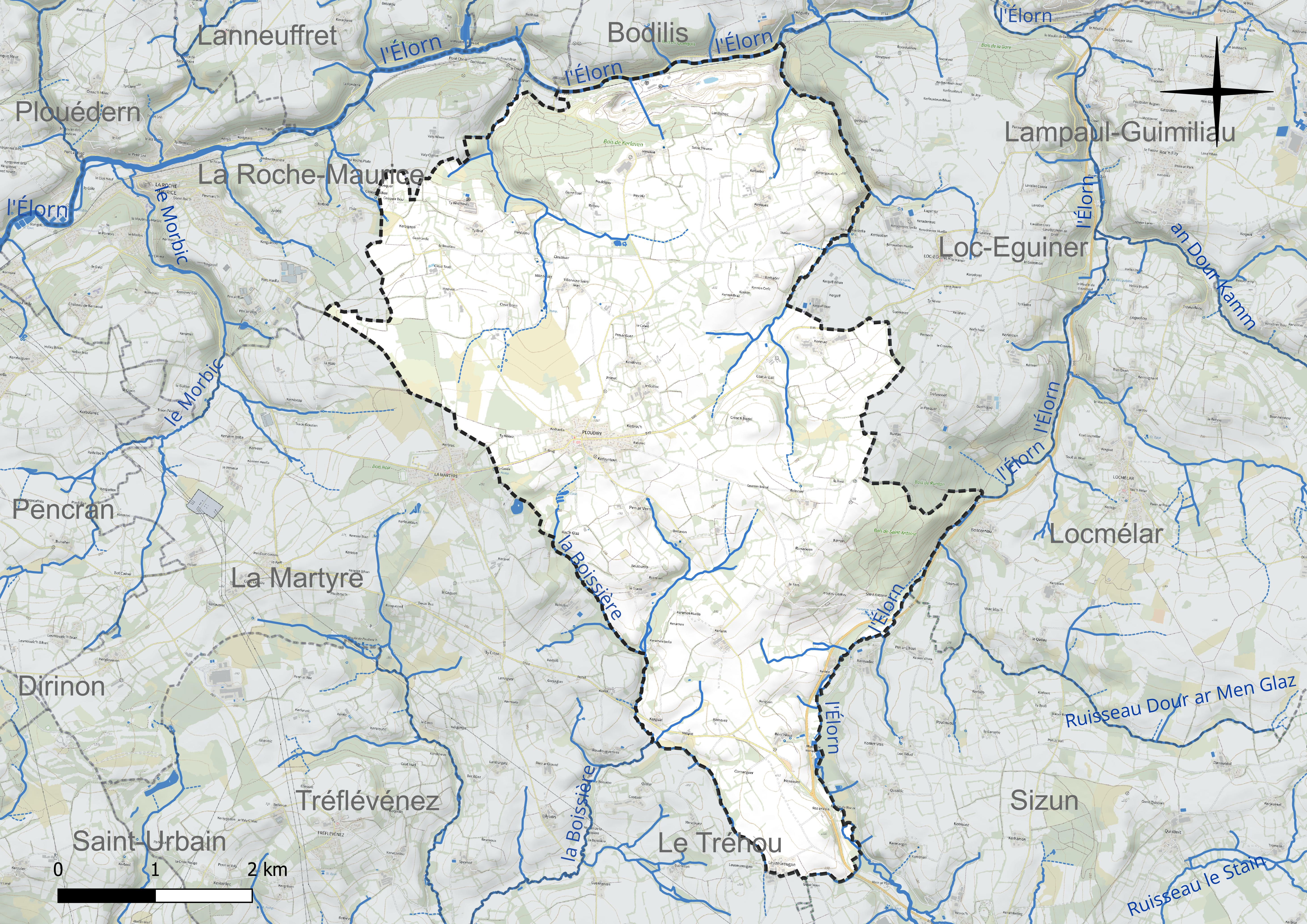
Réseau hydrographique de Ploudiry.

### Climat
Pour des articles plus généraux, voir Climat de la Bretagne et Climat du Finistère.
En 2010, le climat de la commune est de type climat océanique franc, selon une étude du CNRS s'appuyant sur une série de données couvrant la période 1971-2000. En 2020, Météo-France publie une typologie des climats de la France métropolitaine dans laquelle la commune est exposée à un climat océanique et est dans la région climatique  Finistère nord, caractérisée par une pluviométrie élevée, des températures douces en hiver (6 °C), fraîches en été et des vents forts. Parallèlement l'observatoire de l'environnement en Bretagne publie en 2020 un zonage climatique de la région Bretagne, s'appuyant sur des données de Météo-France de 2009. La commune est, selon ce zonage, dans la zone « Monts d'Arrée », avec des hivers froids, peu de chaleurs et de fortes pluies.  
Pour la période 1971-2000, la température annuelle moyenne est de 10,9 °C, avec  une amplitude thermique annuelle de 11 °C. Le cumul annuel moyen de précipitations est de 1 259 mm, avec 17,3 jours de précipitations en janvier et 9,2 jours en juillet. Pour la période 1991-2020, la température moyenne annuelle observée sur la station météorologique la plus proche, située sur la commune de Saint-Servais à 6 km à vol d'oiseau, est de 11,6 °C et le cumul annuel moyen de précipitations est de 1 160,4 mm,. Pour l'avenir, les paramètres climatiques de la commune estimés pour 2050 selon différents scénarios d'émission de gaz à effet de serre sont consultables sur un site dédié publié par Météo-France en novembre 2022.

## Urbanisme

### Typologie
Au 1er janvier 2024, Ploudiry est catégorisée commune rurale à habitat très dispersé, selon la nouvelle grille communale de densité à 7 niveaux définie par l'Insee en 2022.
Elle est située hors unité urbaine et hors attraction des villes,.

### Occupation des sols
L'occupation des sols de la commune, telle qu'elle ressort de la base de données européenne d'occupation biophysique des sols Corine Land Cover (CLC), est marquée par l'importance des territoires agricoles (78,6 % en 2018), une proportion sensiblement équivalente à celle de 1990 (78,8 %). La répartition détaillée en 2018 est la suivante : 
zones agricoles hétérogènes (39,7 %), terres arables (37 %), forêts (11,5 %), milieux à végétation arbustive et/ou herbacée (5,5 %), mines, décharges et chantiers (3 %), prairies (1,9 %), zones urbanisées (1,4 %). L'évolution de l'occupation des sols de la commune et de ses infrastructures peut être observée sur les différentes représentations cartographiques du territoire : la carte de Cassini (XVIIIe siècle), la carte d'état-major (1820-1866) et les cartes ou photos aériennes de l'IGN pour la période actuelle (1950 à aujourd'hui).

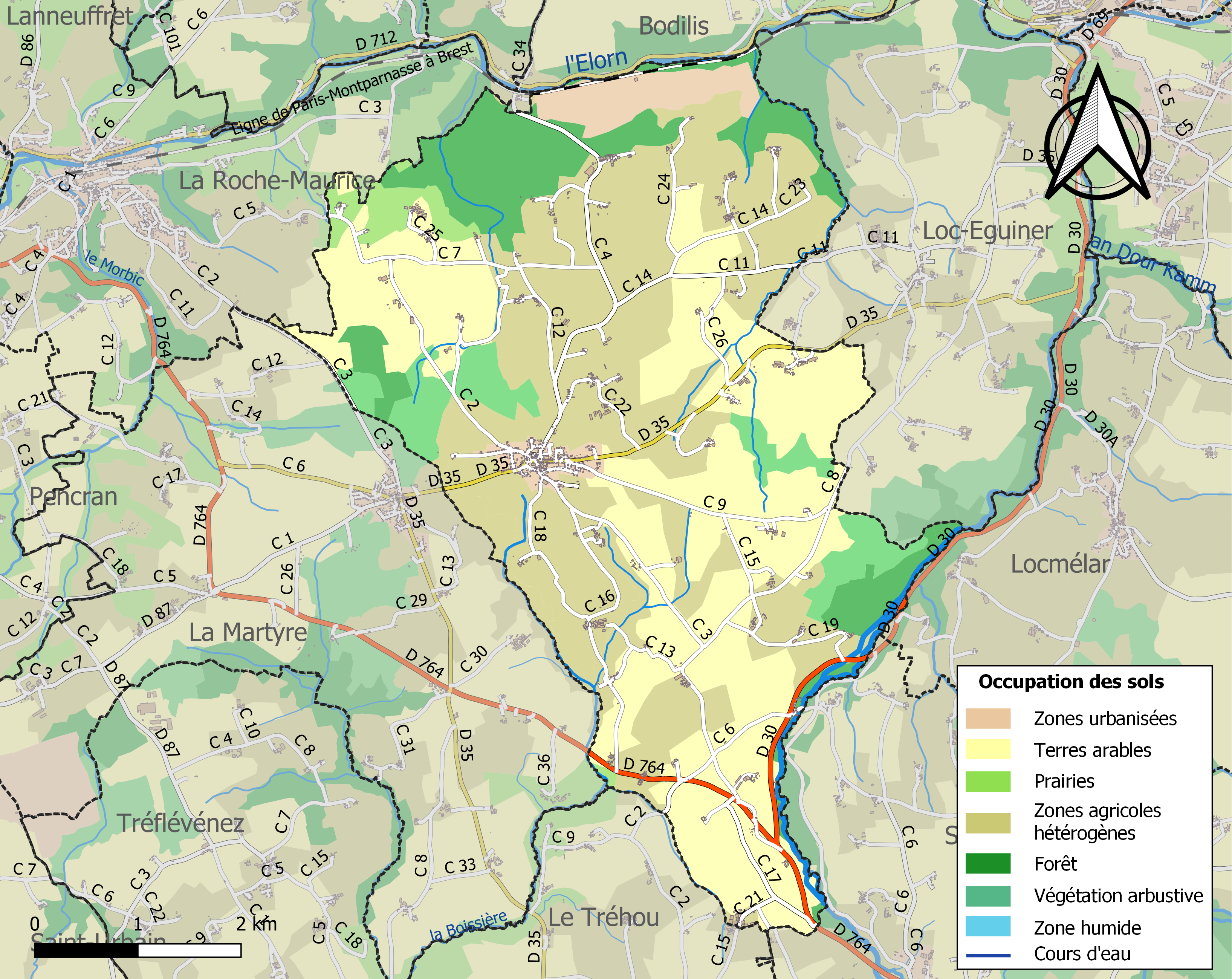
Carte des infrastructures et de l'occupation des sols de la commune en 2018 (CLC).

## Toponymie
Le nom de la localité est attesté sous les formes Ploediri en 1173, Ploeziry en 1292, Ploediri vers 1330 et Ploueziry en 1357.
Ploudiry signifierait « La paroisse des chênes ». L'étymon indo-européen *deru- (avec le sens polysémique de solide, ferme comme un arbre) se retrouve en effet dans le sens de chêne, l'arbre par excellence, dans le gaulois dervos.

## Histoire

### Préhistoire
L'allée couverte de Gorre Coat, longue de 13 mètres, se trouve dans le bois de Kerfaven.

### Origines
Ploudiry était autrefois une paroisse très importante, qui avait pour trèves Pencran, Loc-Éguiner, La Roche, La Martyre et Pont-Christ, toutes devenues communes à l'exception de la dernière, qui a été absorbée par La Roche-Maurice. La paroisse incluait aussi Saint-Julien de Landerneau et même, plus anciennement, Le Tréhou et Tréflévénez. L'église Saint-Pierre de Ploudiry était un prieuré-cure dépendant de l'abbaye de Daoulas. Les seigneurs de Rohan, installés à La Roche-Maurice, et de Brézal, en Plounéventer, se disputaient le titre de seigneurs préminenciers.
À partir probablement du Xe siècle Ploudiry est une enclave au sein du Diocèse de Cornouaille, qui est rattachée au Diocèse de Léon.
En 1173, la paroisse est mentionnée sous le nom de Ploediri.
Les premiers prieurs-recteurs dont les noms sont connus sont Olivier an Mesgoez (1474-1482), frère Riou du Guermeur (1495-1518), frère Jean Le Goarant (1535-1542), Olivier du Chastel (aussi abbé de Daoulas), frère Jean Simon (1569-1571). D'autres, plus tardifs, sont également connus comme Louis Le Vergotz (1669-1692), le frère Pinson (1705) ou Le Bris, recteur à partir de 1785.
Vers 1770, on comptait pour Ploudiry et ses trèves environ 4 700 habitants dont 1 320 pour Ploudiry, 950 pour La Martyre, 640 pour Loc-Eguiner, 525 pour Pencran, 525 pour La Roche-Maurice, environ 300 pour Pont-Christ et 570 pour Saint-Julien de Landerneau.

### Moyen Âge
Le Ny est une maison d'ancienne extraction chevaleresque ayant pris part aux réformations et montres de 1426 à 1534 pour le compte de Ploudiry, Taulé, Le Drennec, Landouzan, Guiclan, Saint-Thégonnec ; la famille était seigneur de Trébrit, de Penanguer et de l'Île-Yvon, en Ploudiry, ainsi que de maint autres lieux.

### DuXVIesiècleauXVIIIesiècle

#### Les«juloded»de Ploudiry
Ploudiry se trouvait au cœur de la zone toilière du Haut-Léon qui fut très prospère aux XVIIe et XVIIIe siècles. Jean-François Brousmiche a écrit vers 1830 qu'il existait « dans Ploudiry des cultivateurs marchands de toiles qui posséd[aient] des fortunes de six, dix et même douze mille francs de revenu ». Charlotte Berthou, de Botlavan en Ploudiry, laisse à sa mort en 1742 un patrimoine de 20 256 livres dont 73 % consiste en toile ou fil. Quarante kanndi ont été recensés à ce jour sur le territoire de la commune actuelle de Ploudiry, c'est après Plounéour-Ménez, Commana et Sizun, la commune qui en comptabilise le plus. La densité des métiers à tisser y était forte : 106 pour 100 inventaires après décès (ce qui s'explique par la présence dans certaines maisons de plusieurs métiers à tisser) contre 55 à 60 % en moyenne pour l'ensemble de la zone toilière du Haut-Léon.
Le plus connu des « juloded » de Ploudiry fut Alain Pouliquen (né le 25 juillet 1736 à Resloas en Plounéour-Ménez, fils d'Hervé Pouliquen et Marie Cam, propriétaire, décédé le 8 septembre 1807 à Landerneau, marié le 22 mai 1753 à Ploudiry avec Marie Croguennec). Leur fils, Alain Pouliquen, du village de Mescoat, né le 17 novembre 1764 au village de Mescoat, fut aussi un « julod » connu. Tous les deux furent maires de Ploudiry.
Le 9 mai 1802, après avoir fait relâche au village de Kéréon en Guimiliau, sept chouans dirigés par Jean François Edme Le Paige de Bar, prennent en otage Alain Pouliquen, propriétaire et fabricant de toiles au village de Mescoat en Ploudiry, le conduisent au village de Lestrézec en Berrien où il est menacé de mort, puis à Scrignac où Le Paige de Bar bénéficie de complicités, et le font chanter jusqu'à ce qu'il écrive dans les jours qui suivent plusieurs lettres à ses enfants exigeant une rançon de 30 000 livres, à déposer tantôt à l'auberge du Squiriou, tantôt dans une auberge de Carnoët où elle est finalement remise à Le Paige de Bar, l'otage étant enfin libéré le 30 mai 1802.
Lors de l'enterrement d'Alain Pouliquen (père), le 11 septembre 1807, l'abbé de Troérin écrit à son propos :

« Ce Pouliquen pensait bien et était l'une des fabriques (membre du conseil de fabrique) que j'avais nommé au nom de Mgr. Il pensait aussi bien que son père pensait mal. C'est le Pouliquen de Ploudiry, si riche paysan avant la Révolution, et devenu trois fois au moins plus riche depuis par ses acquêts de biens nationaux. C'est ce Pouliquen auquel les Chouans ont enlevé 60 000 livres par la peur qu'ils lui ont faite et qui, dans la crainte qu'on ne lui eût enlevé le reste, est venu habiter à Landeneau, où il a de temps en temps peur du diable (...). Il a dans le cimetière de Ploudiry les plus beaux sapins possibles et de quoi à faire sa châsse et celle de toute sa famille. »

#### Les pauvres et la mendicité à Ploudiry
Selon une étude faite en prenant comme référence l'année 1760 à partir du rôle de la capitation, sur 100 paysans capités de Ploudiry, « 3 à 5 % sont riches, 20 % sont aisés, 30 % sont des petits paysans, alors que 45 % sont domestiques, journaliers ou tisserands ». La même étude précise que « 4 à 8 % de la population, qui ne sont pas capités, sont acculés à vivre de la mendicité » et que les domestiques sont alors 325 sur le territoire de la paroisse.
Dans l'enquête sur la mendicité dans le Léon ordonnée en 1774 par Jean-François de la Marche, le recteur de Ploudiry cite parmi les sources de la mendicité « certains mariages faits entre mendiants couverts d'infirmités, malgré la résistance et la fermeté des recteurs. De cet assemblage mal assorti naît une infinité de malheureux, héritiers des maux des auteurs de leurs jours, qui dégradent l'espèce humaine. Sortis du seuil de l'indigence, nés avec des maladies incurables, presqu'abandonnés dès qu'ils commencent à respirer, ils ne perpétuent qu'une génération faible peu propre à l'État et toujours à charge des paroisses. (...) Un pauvre tisserand, un journalier (..), quelque laborieux qu'ils soient, ne peuvent fournir à la subsistance de six ou sept enfants dans le bas âge ». Le même curé écrit qu'à Pont-Christ « les trois-quarts des habitants sont à l'aumône ».

#### Ploudiry en 1778
Jean-Baptiste Ogée décrit ainsi Ploudiry en 1778 :

« Ploudiry, à 6 lieues au sud-sud-ouest au sud de Saint-Pol-de-Léon, son évêché ; à 40 lieues de Rennes ; et à une lieue et demie de Landerneau, sa subdélégation. Cette paroisse ressortit à Lesneven et compte 4 500 communiants, y compris ceux de Loc-Eguiner, Pencran, Roche-Maurice, La Martyre et Pont-Christ, ses trèves ; la cure est présentée par l'Évêque. Des terres en labeur, des prairies, des landes, des vallons, des coteaux, des ruisseaux et le bois de la Ferse [bois de Kerfaven actuel probablement], qui peut avoir une lieue de circuit, voilà ce que renferme ce territoire. »

### Révolution française
Les deux députés représentant la paroisse de Ploudiry lors de la rédaction du cahier de doléances de la sénéchaussée de Lesneven le 1er avril 1789 étaient Alain Pouliquen et Olivier Léon.
Le 9 mai 1802, après avoir fait relâche au village de Kéréon en Guimiliau, sept chouans prennent en otage Alain Pouliquen, propriétaire et fabricant de toiles au village de Mescoat en Ploudiry, le conduisent au village de Lestrézec en Berrien où il est menacé de mort, puis à Scrignac où De Bar bénéficie de complicités, et le font chanter jusqu'à ce qu'il écrive dans les jours qui suivent plusieurs lettres à ses enfants exigeant une rançon de 30 000 francs, à déposer tantôt à l'auberge du Squiriou, tantôt dans une auberge de Carnoët où elle est finalement remise à De Bar, l'otage étant enfin libéré le 30 mai 1802.

### LeXIXesiècle
Quand le nouveau recteur de Ploudiry, un ancien prêtre réfractaire, lança en 1804 un interdit sur Tanguy Mocaër, ancien recteur constitutionnel, celui-ci sortit de l'église paroissiale, suivi de toute l'assistance.
Un moulin à papier existait à Penanfers.
A. Martevill et P. Varin, continuateurs d'Ogée, décrivent ainsi Ploudiry en 1845 :

« Ploudiry (sous l'invocation de saint Pierre) : commune formée par l'ancienne paroisse du même nom, moins ses trèves Pencran, Loc-Eguiner, La Roche-Maurice, La Martyre et Pont-Christ, toutes devenues communes, excepté la dernière absorbée par La Martyre [en fait absorbée par La Roche-Maurice] ; aujourd'hui cure de deuxième classe ; chef-lieu de perception. (...) Superficie totale : 2 721 hectares, dont (...) terres labourables 1 001 ha, prés et pâtures 358 ha, bois 257 ha, vergers et jardins 22 ha, landes et incultes 840 ha (...). Moulins : 6 (de Ménaouen, de Rozarvilin, de Pennafers, de Saint-Jean, à eau). Il existe, outre l'église, trois chapelles, mais il n'y a de pardon annuel qu'au chef-lieu. Les agriculteurs se livrent à l'élève des chevaux. On voit en cette commune quelques hêtres et quelques ormes, peu de chênes, point d'arbres fruitiers, non plus qu'aucun arbre qui puisse être employé dans les constructions. (...) Jadis les diverses parties de cette commune étaient séparées par des cours d'eau ; sur le principal de ceux-ci, au Pont-Meur, on a établi depuis quelques années un pont qui fait communiquer Ploudiry avec ses anciennes trèves, La Martyre et Loc-Eguiner [faux, les auteurs confondent avec Loc-Eguiner-Saint-Thégonnec où le pont de Pont-Meur permet de traverser la Penzé ]. La route de Carhaix à Landermeau traverse [en fait elle longe la limite communale] cette commune du nord-est au sud-ouest. Géologie : la roche schiste-argileuse forme presque tout le sous-sol. On parle le breton. »

Entre 1871 et 1880 au moins, François De L'Estang du Rusquec, propriétaire à Tréflévénez, est conseiller général du canton de Ploudiry. Lors des élections de 1880, il obtient 869 voix sur 995 suffrages exprimés.
En 1879, « l'école des filles de Ploudiry se tient actuellement dans un ancien ossuaire sombre et humide et qui menace ruine. La construction d'une Maison d'École est indispensable et urgente. La commune, qui présente un projet s'élevant à 11 000 francs, ne pouvant contribuer à la dépense que pour une somme de 4 000 francs, demande à l'État et au département un secours de 7 000 francs ». La construction d'une école de filles à Ploudiry est programmée en 1880. L'école des garçons, qui a besoin de réparations urgentes, bénéficie en 1880 d'une subvention du Conseil général du Finistère.
Dans son roman L'Auberge du Grand-cerf publié en 1882, E. Parmentin évoque à trois reprises la foire de Ploudiry et son marché aux chevaux.
Les transports étaient alors difficiles, comme en témoigne ce récit d'un voyageur venu de Brest pour participer à une chasse au loup à Ploudiry en 1882 :

« Après une demi-heure de wagon, nous débarquons à Landivisiau. Un omnibus attelé de deux maigres bidets nous attend. Nous nous empilons et nous partons un peu moins vite qu'au pas. À la première montée, notre automédon nous déclare qu'il faut descendre. Il nous avoue que ses bêtes sont dans l'impossibilité de nous hisser plus haut. Mais la côte devient de plus en plus raide, la voiture vide s'arrête encore et le voiturier vient nous prier de pousser à la roue, si nous voulons, pour qu'il puisse continuer sa route. Nous donnons un vigoureux coup d'épaule et le lourd véhicule s'ébranle. (...) Nous cheminons longtemps à travers un pays affreux. Enfin, nous apercevons un chien noir qui jappe sur la route ; à droite et à gauche, quelques masures en délabre ; nous sommes à Ploudiri. »

### LeXXesiècle

#### La Première Guerre mondiale

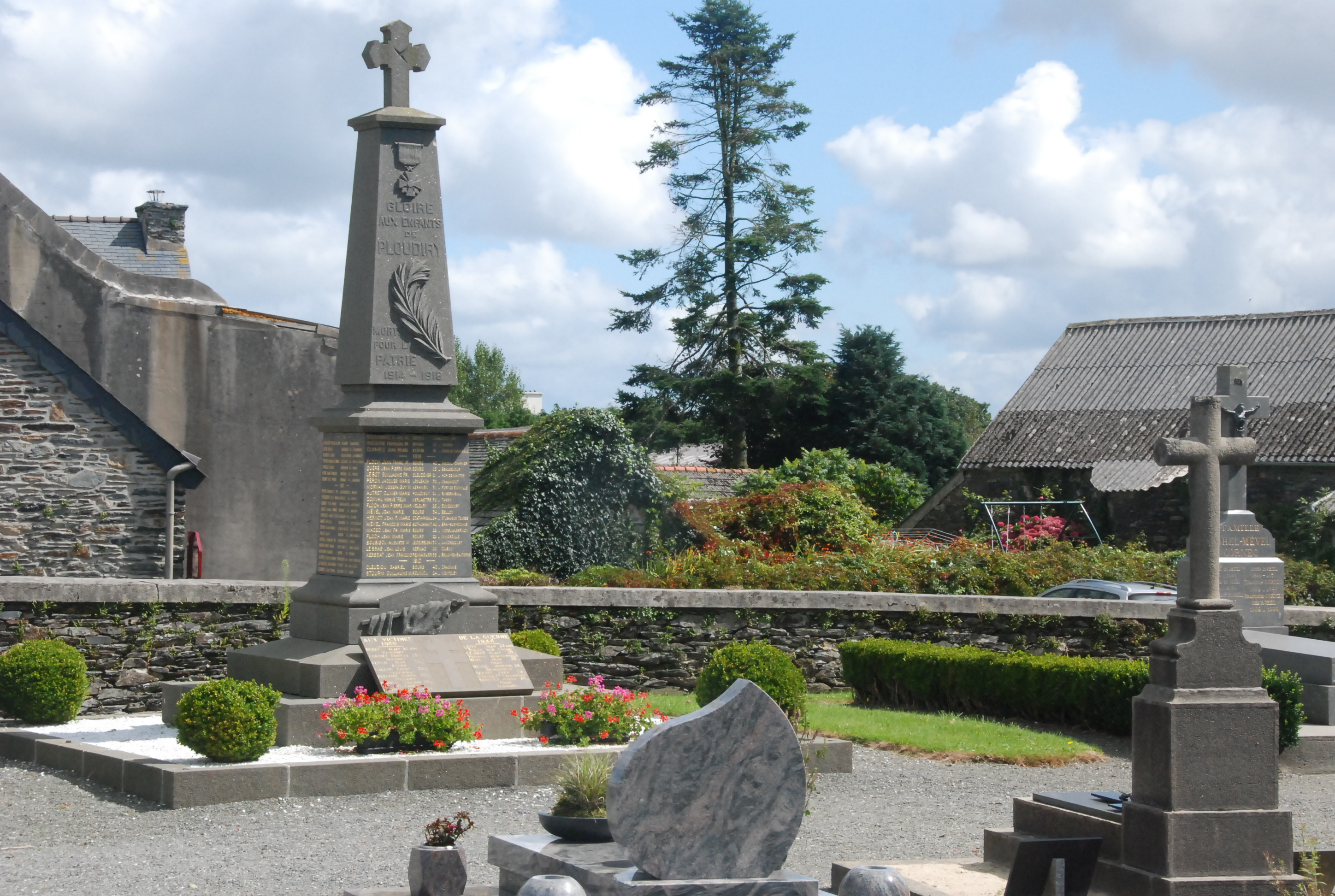
Ploudiry : le monument aux morts.

Le monument aux morts de Ploudiry porte les noms de 65 soldats morts pour la France pendant la Première Guerre mondiale ; parmi eux, Jean Floch est un marin disparu en mer le 8 février 1916 lors du naufrage du croiseur cuirassé Amiral Charner au large des côtes syriennes ; Alain Cren est décédé alors qu'il était prisonnier en Allemagne ; Pierre Roquinarc'h a été tué à l'ennemi le 25 juin 1918 à La Clytte (Belgique) ; les autres sont décédés sur le sol français.

#### L'Entre-deux-guerres
En 1921 est créée la caisse locale de Ploudiry dépendant de la caisse régionale de Bretagne des Assurances mutuelles agricoles (ancêtre de l'actuel Groupama) dont le siège est à Landerneau.

#### La Seconde Guerre mondiale
Le monument aux morts de Ploudiry porte les noms de 9 personnes mortes pour la France pendant la Seconde Guerre mondiale ; parmi eux Jean Moal et Joseph Sanquer sont décédés à Oran (Algérie), Jean Léon à Sully-sur-Loire, Jean Floch à Essen (Allemagne) ; Louis Gallou a été tué à l'ennemi le 17 juin 1940 à Arthonnay (Yonne) ; Alain Bozec et Guillaume Kerdilès à Ploudiry et Yves Pennec au Cloître-Saint-Thégonnec.
Jean Sizorn, né en 1923 à Ploudiry, décédé en 2001 à Landerneau, fut un résistant FTP actif pendant la Seconde Guerre mondiale.

## Langue bretonne
L'adhésion à la charte Ya d'ar brezhoneg a été votée par le Conseil municipal le 18 avril 2016.
Le label Ya d'ar brezhoneg de niveau 1 a été remis à la commune le 4 avril 2017.

## Politique et administration

### Héraldique
| Blason de Ploudiry | Blason  | D'or au chêne arraché de sable, englanté de gueules. Devise / CriMe dister ha derw uhel, Dalhit song eus ar gentel |
| Blason de Ploudiry | Détails | La devise de la commune peut se traduire par « Gland chétif mais chêne grandiose, retenez bien ma leçon » ou encore « Le moindre gland devient chêne majestueux », d'où le thème général du blason. Conception : Fons de Kort. Présenté sur le site officiel de la commune |

## Démographie
| 1793  | 1800  | 1806  | 1821  | 1831  | 1836  | 1841  | 1846  | 1851  |
| ----- | ----- | ----- | ----- | ----- | ----- | ----- | ----- | ----- |
| 1 570 | 1 276 | 1 263 | 1 440 | 1 497 | 1 600 | 1 664 | 1 776 | 1 678 |

| 1856  | 1861  | 1866  | 1872  | 1876  | 1881  | 1886  | 1891  | 1896  |
| ----- | ----- | ----- | ----- | ----- | ----- | ----- | ----- | ----- |
| 1 631 | 1 467 | 1 487 | 1 478 | 1 528 | 1 487 | 1 513 | 1 514 | 1 422 |

| 1901  | 1906  | 1911  | 1921  | 1926  | 1931  | 1936  | 1946  | 1954 |
| ----- | ----- | ----- | ----- | ----- | ----- | ----- | ----- | ---- |
| 1 371 | 1 335 | 1 369 | 1 244 | 1 272 | 1 186 | 1 094 | 1 038 | 930  |

| 1962 | 1968 | 1975 | 1982 | 1990 | 1999 | 2005 | 2006 | 2010 |
| ---- | ---- | ---- | ---- | ---- | ---- | ---- | ---- | ---- |
| 854  | 770  | 677  | 736  | 822  | 809  | 881  | 887  | 895  |

| 2015 | 2020 | 2022 | - | - | - | - | - | - |
| ---- | ---- | ---- | - | - | - | - | - | - |
| 933  | 894  | 879  | - | - | - | - | - | - |

## Monuments et sites

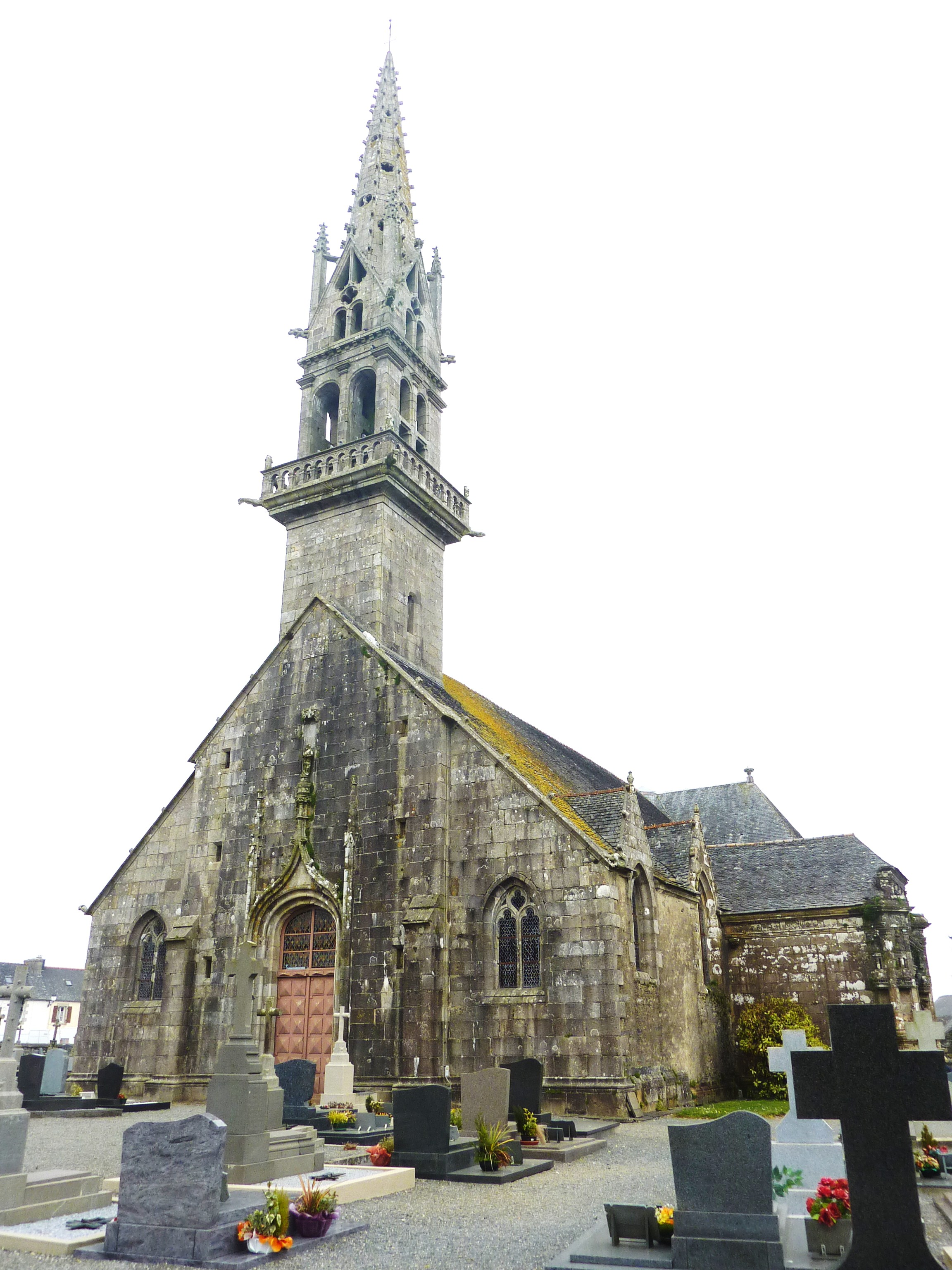
Ploudiry, église paroissiale, la façade vue de l'ouest.
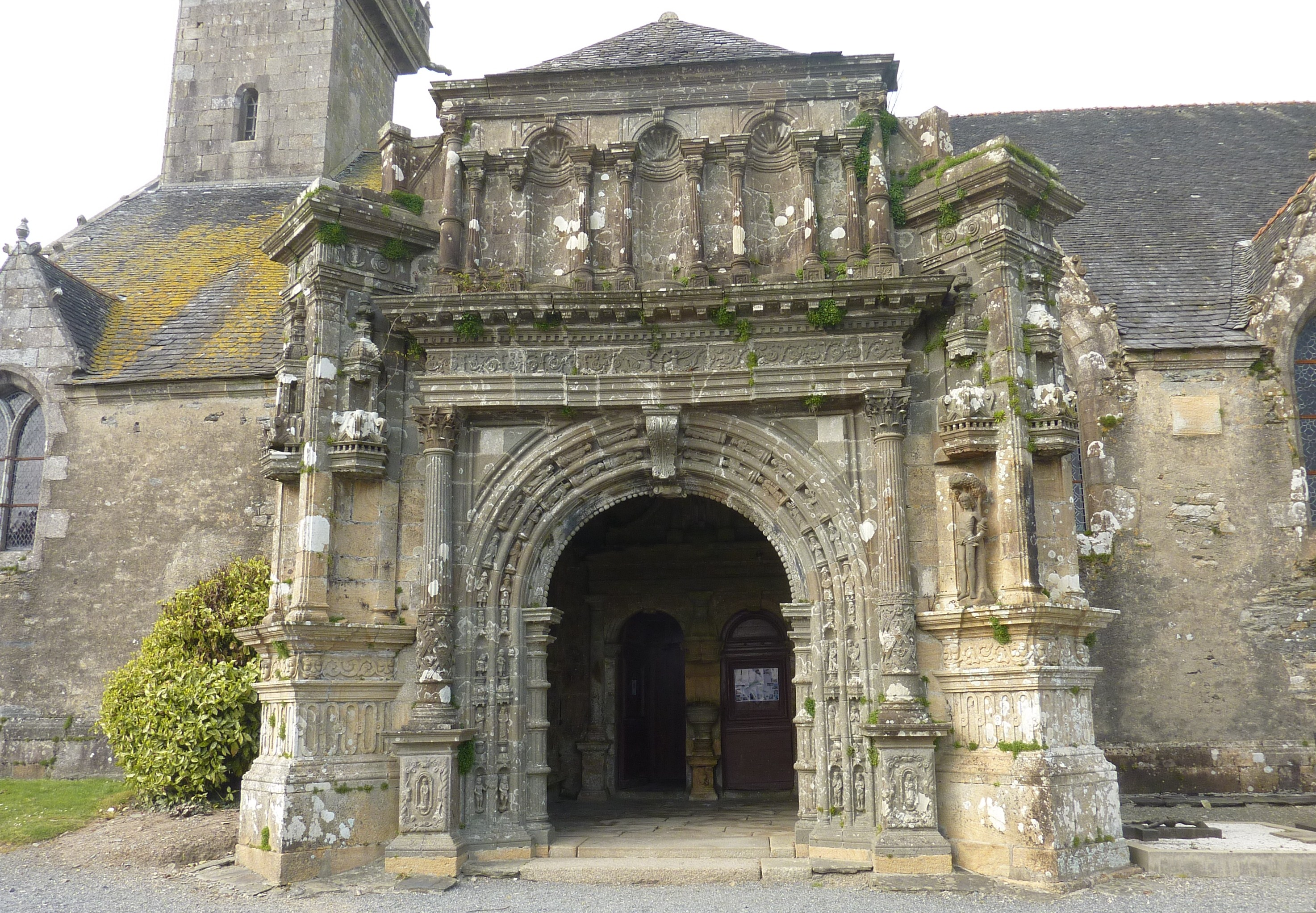
Ploudiry, église paroissiale : le porche.
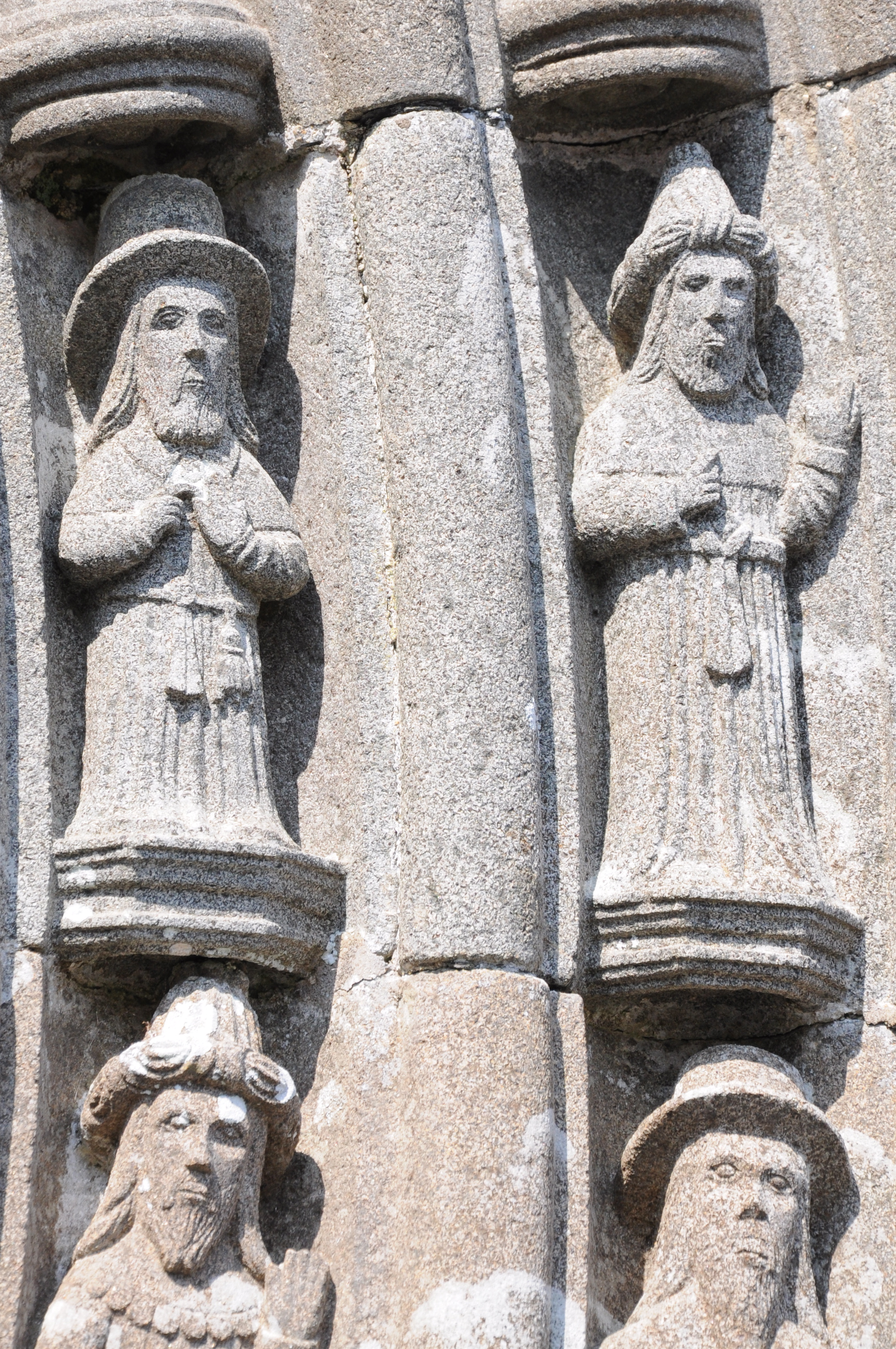
Ploudiry, église paroissiale : détail du porche 1.
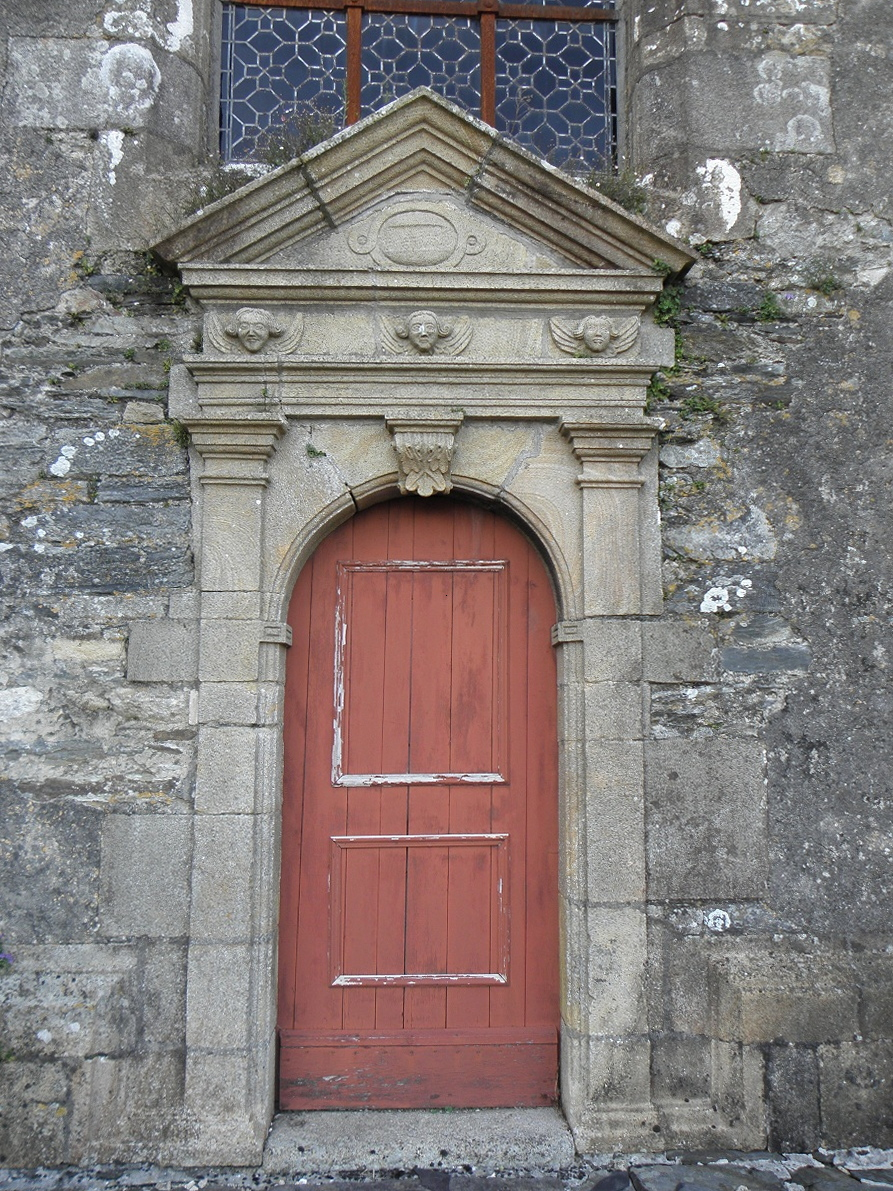
Ploudiry, église paroissiale : porte méridionale.
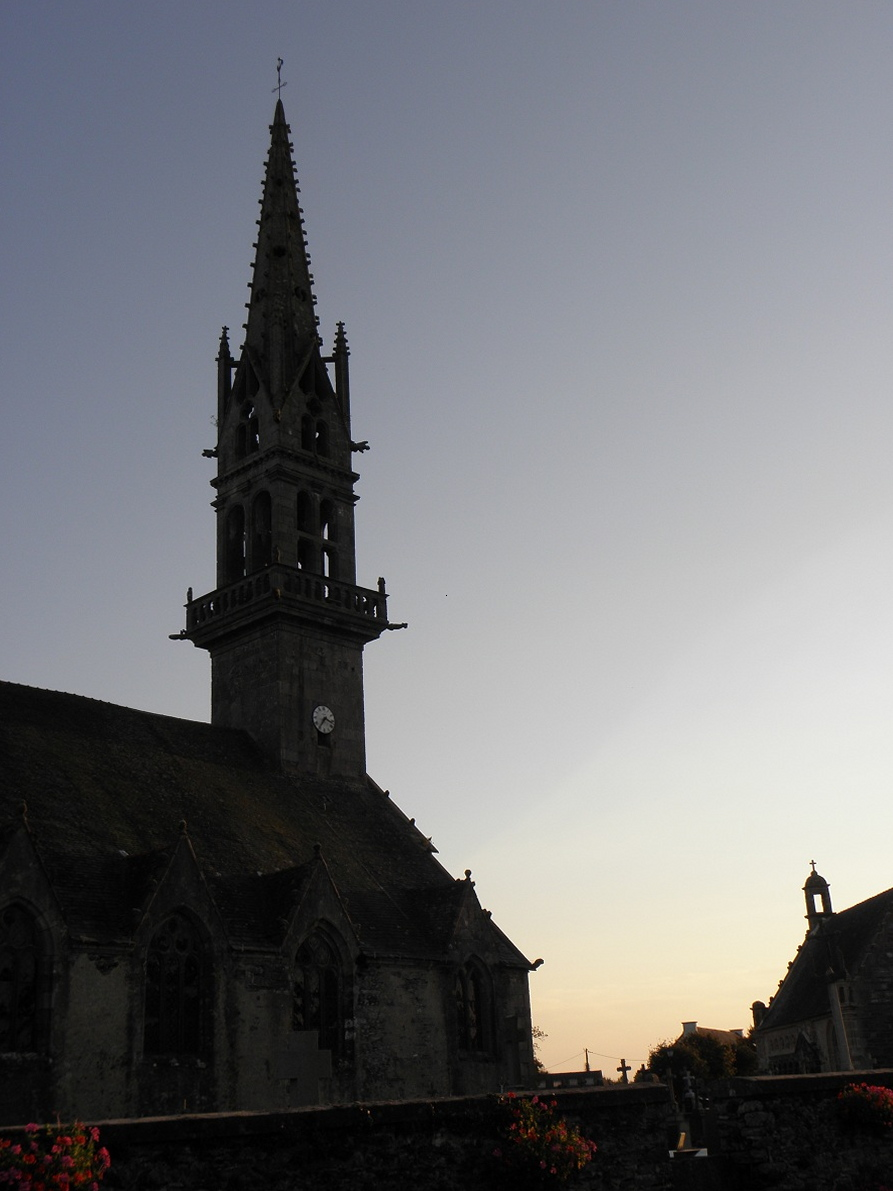
Ploudiry, église paroissiale vue septentrionale.
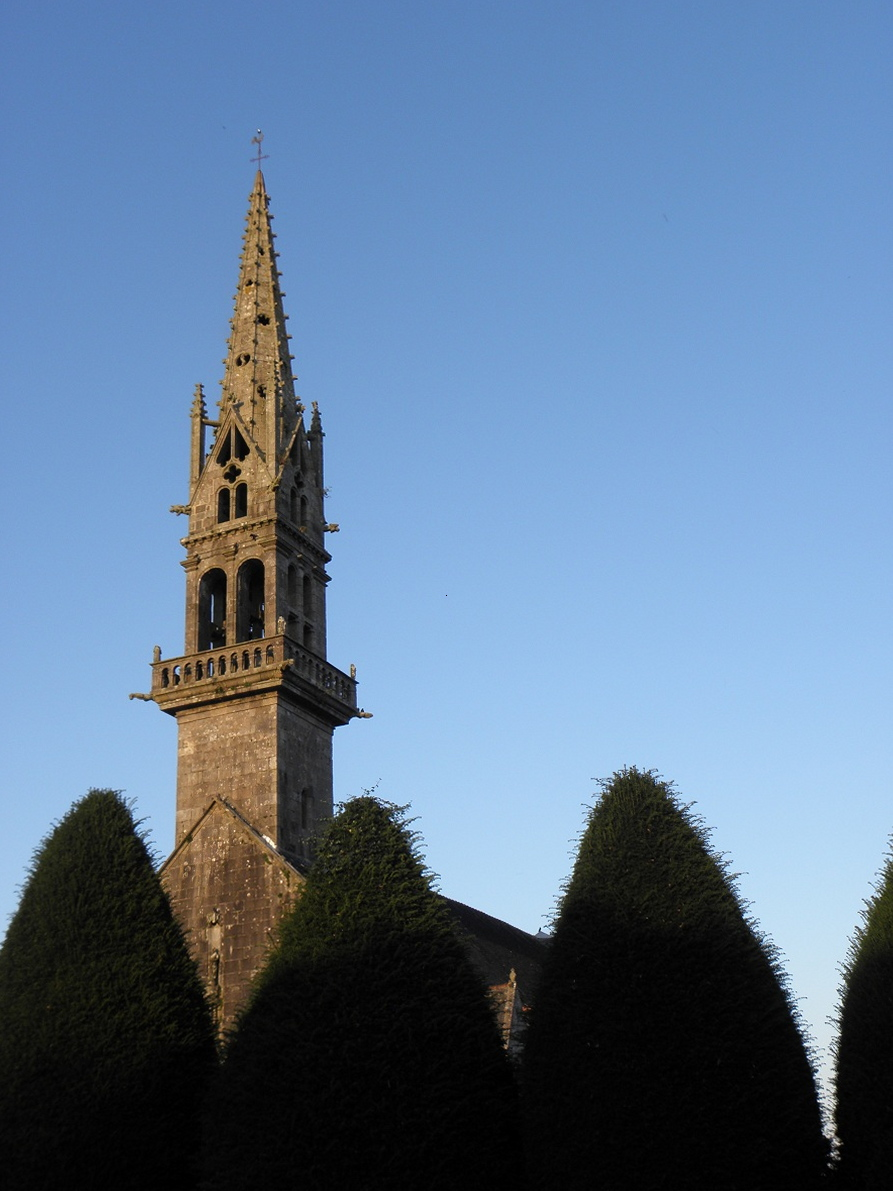
Ploudiry, église paroissiale, la flèche.

- L'église paroissiale Saint-Pierre a été reconstruite entre 1854 et 1857 par Joseph Bigot ; des parties de l'église précédente ont été conservées (abside, bas-côté sud) ; elle datait de 1700 comme le prouve l'inscription située sur le bas-côté sud : « Cette église a été rebâtie de nevee l'an 1700 lors fabriques Jean Kerbrat - Joseph Hellouet ». Le porche sud date de 1665[69]. La maîtresse-vitre de l'église, qui date de la fin du XVIe siècle, a été décrite par Jean-Pierre Le Bihan[70] et comprend une Crucifixion dans sa partie supérieure et des scènes de la Passion du Christ dans sa partie inférieure (la Cène, Jésus-Christ au Jardin des Oliviers, l'Arrestation du Christ). L'église possède trois retables : celui du Rosaire[71] (1643, peint par François Le Cocq, peintre à Saint-Pol-de-Léon), celui du Saint-Nom-de-Jésus (1657, provient de l'église de La Martyre, transféré en 1793 à la suite d'un arrêté du district de Landerneau), et celui du maître-autel (XVIIIe siècle). La chaire à prêcher est du XVIIe siècle et les fonts baptismaux datent du XVIIIe siècle. De nombreuses statues décorent l'église dont celles de saint Michel, de saint Herbot, de sainte Barbe, de saint Yves, etc. ainsi qu'un Ecce Homo et une Pietà. Le bénitier à l'entrée de l'église porte l'inscription : ASPERGES ME D(OMI)NE YSSOPO et le calice en vermeil S.JAN.1648.M.CESSOV.P.NOVEL.OMNES.F.EN.PLOUDIRI. Un autre bénitier porte l'inscription : CETTE PISCINE A ESTE FAICT FAIRE PAR Y PAPE P. EN SA VIE L.A.1675.. En 1957 de nouveaux vitraux, signés Job Guével, ont été réalisés, l'un consacré à saint Pierre, l'autre à la Vierge.

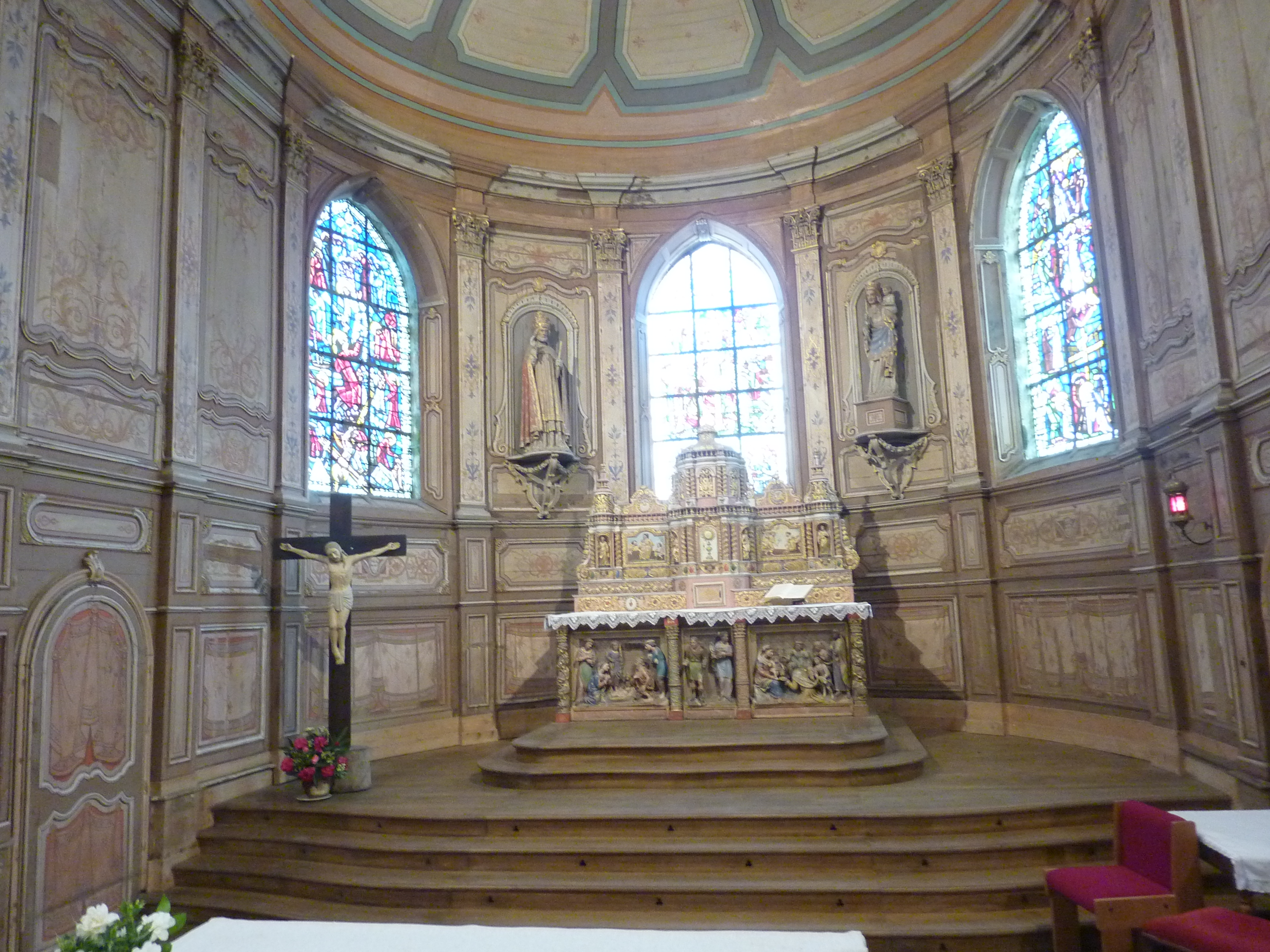
Ploudiry, église paroissiale, le chœur.
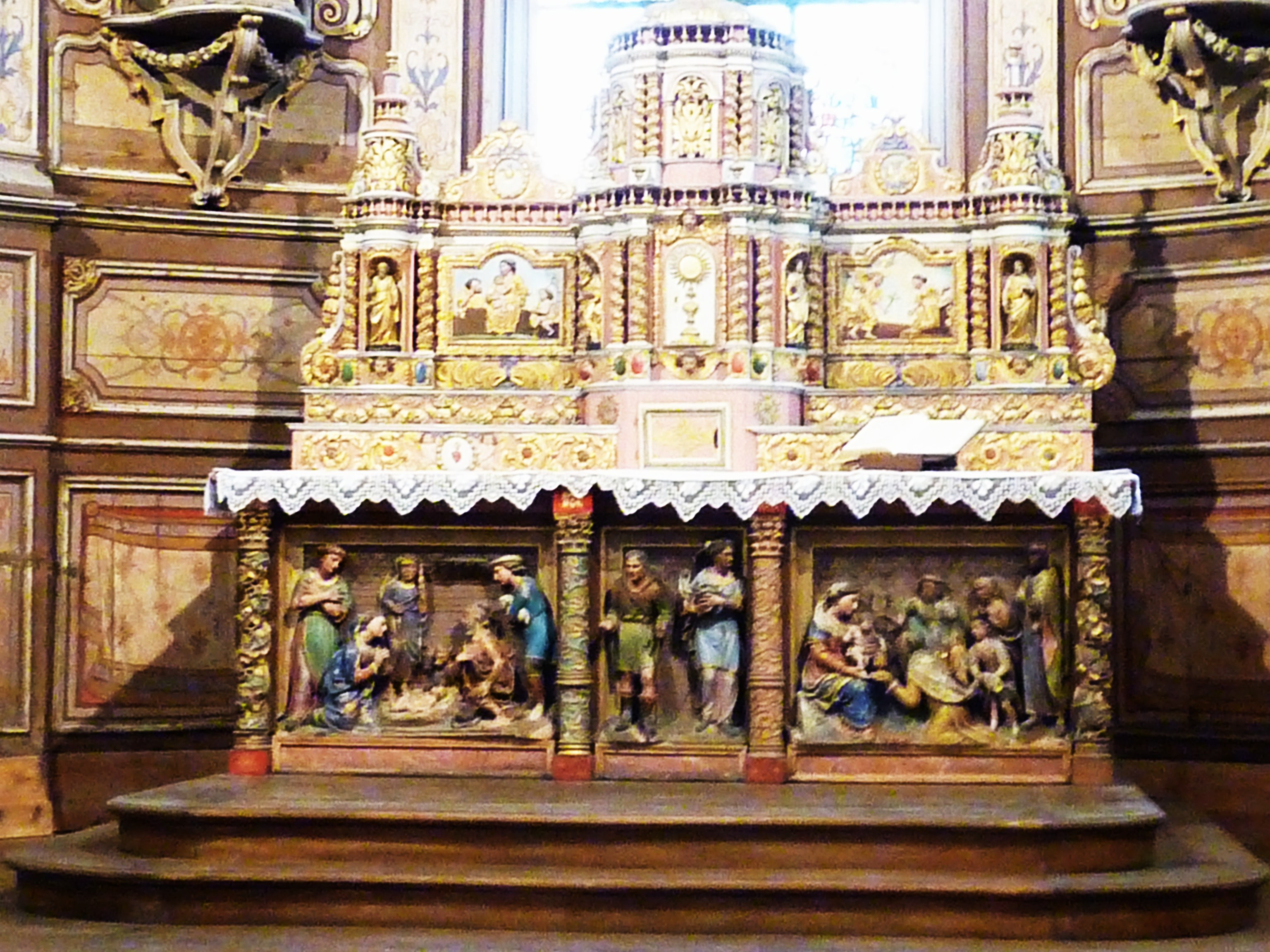
Ploudiry, église paroissiale, le maître-autel, vue d'ensemble.
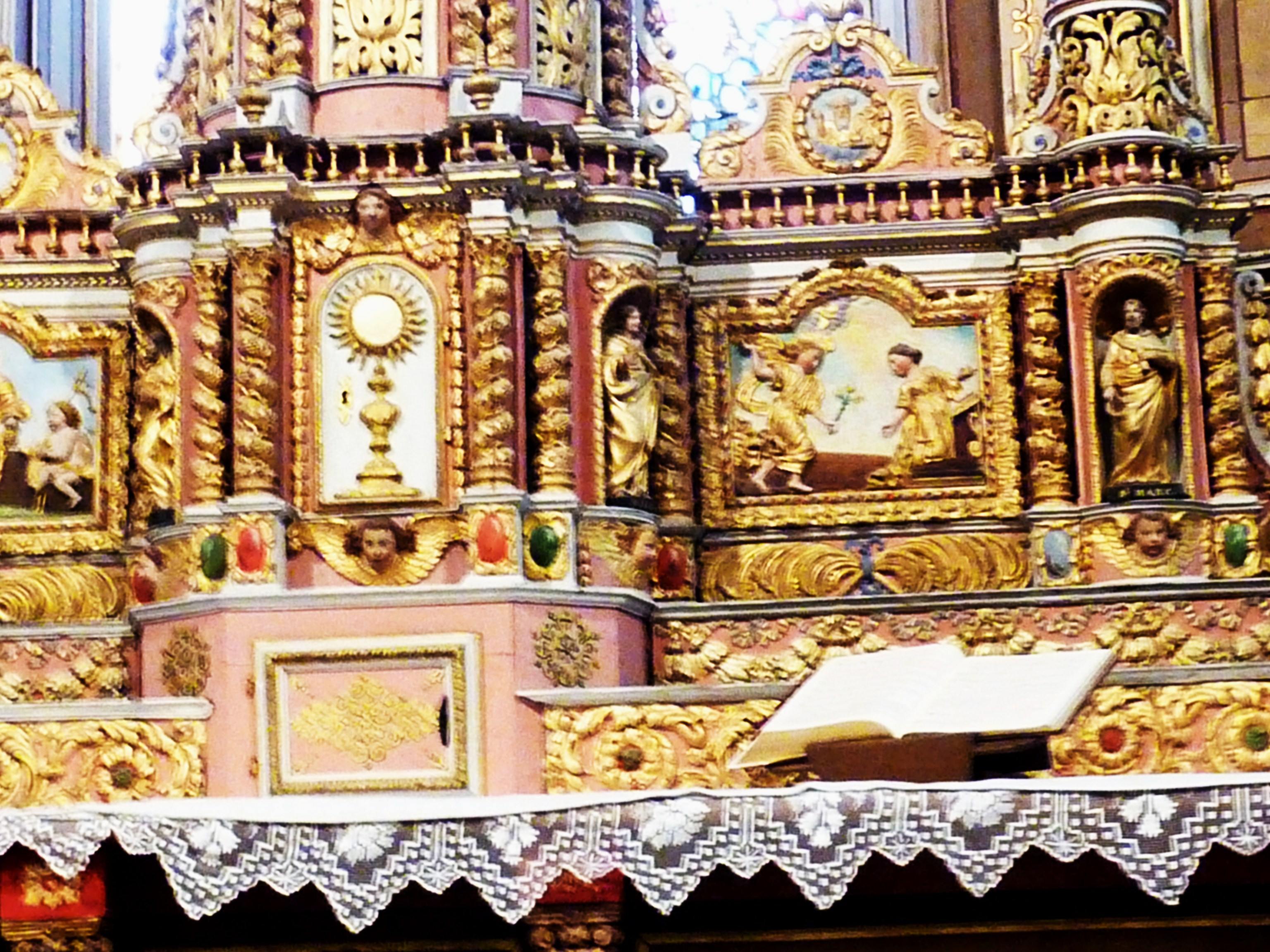
Ploudiry, église paroissiale, le maître-autel, partie centrale.
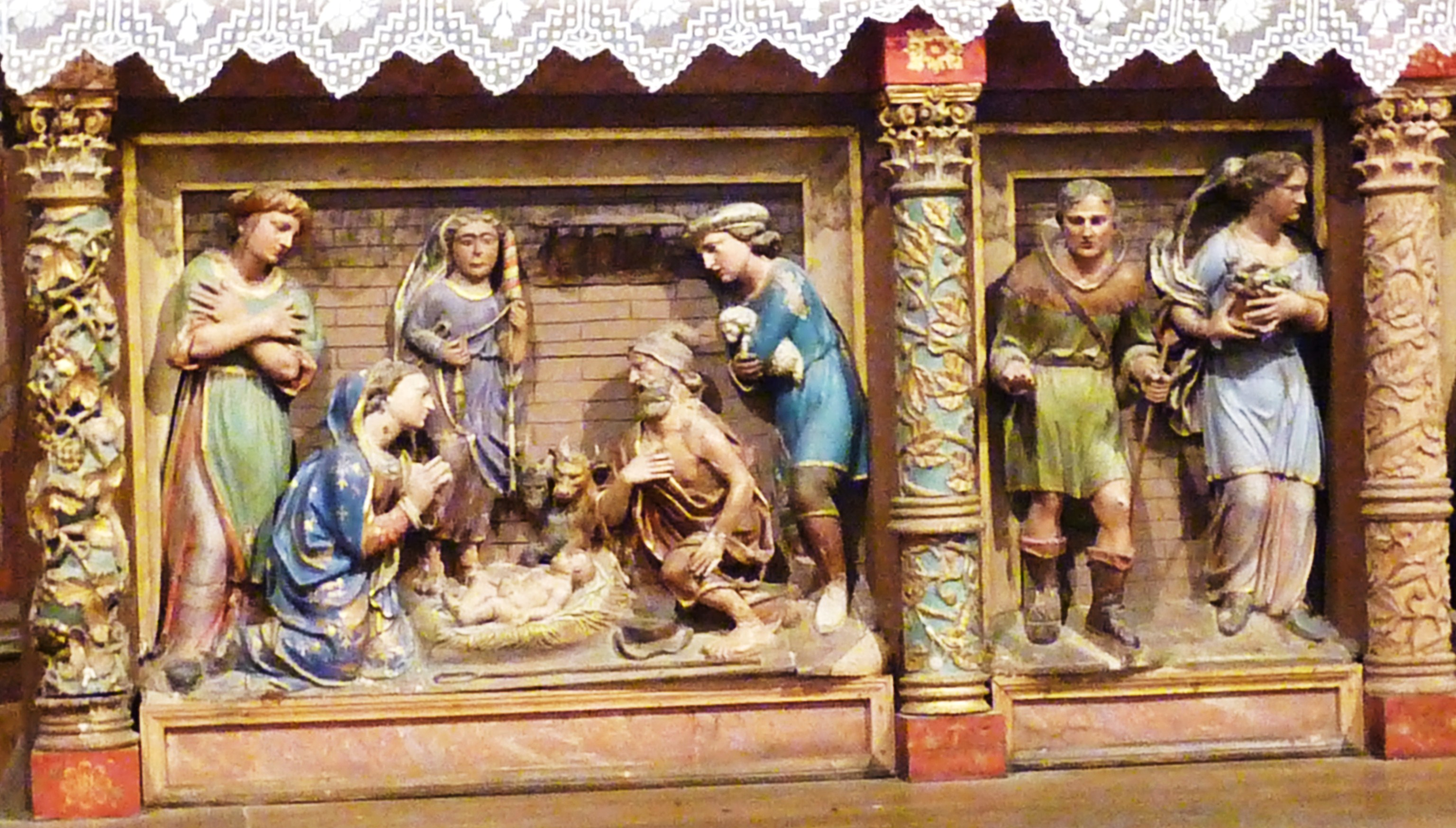
Ploudiry, église paroissiale, détail de la frise du maître-autel 1.
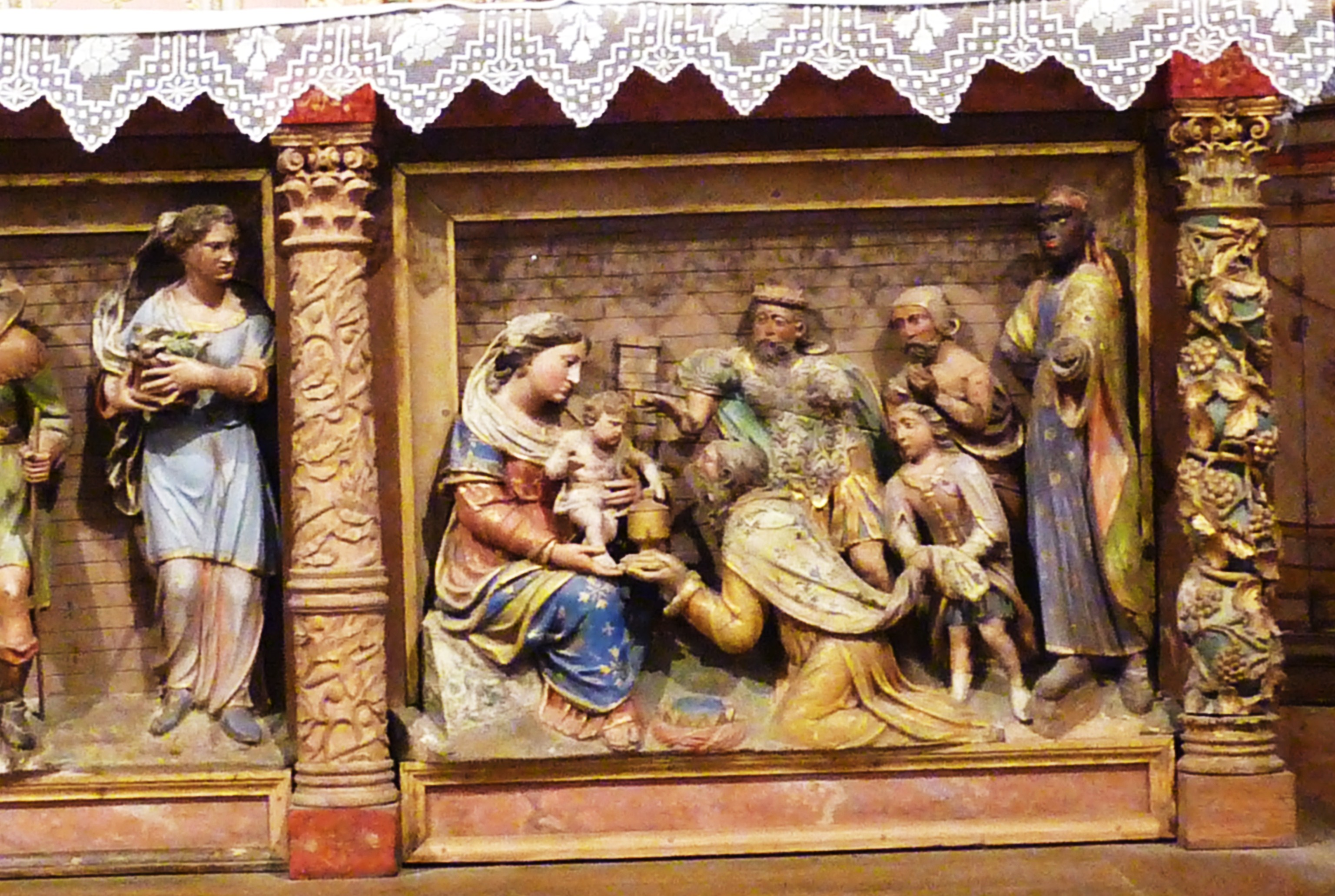
Ploudiry, église paroissiale, détail de la frise du maître-autel 2.
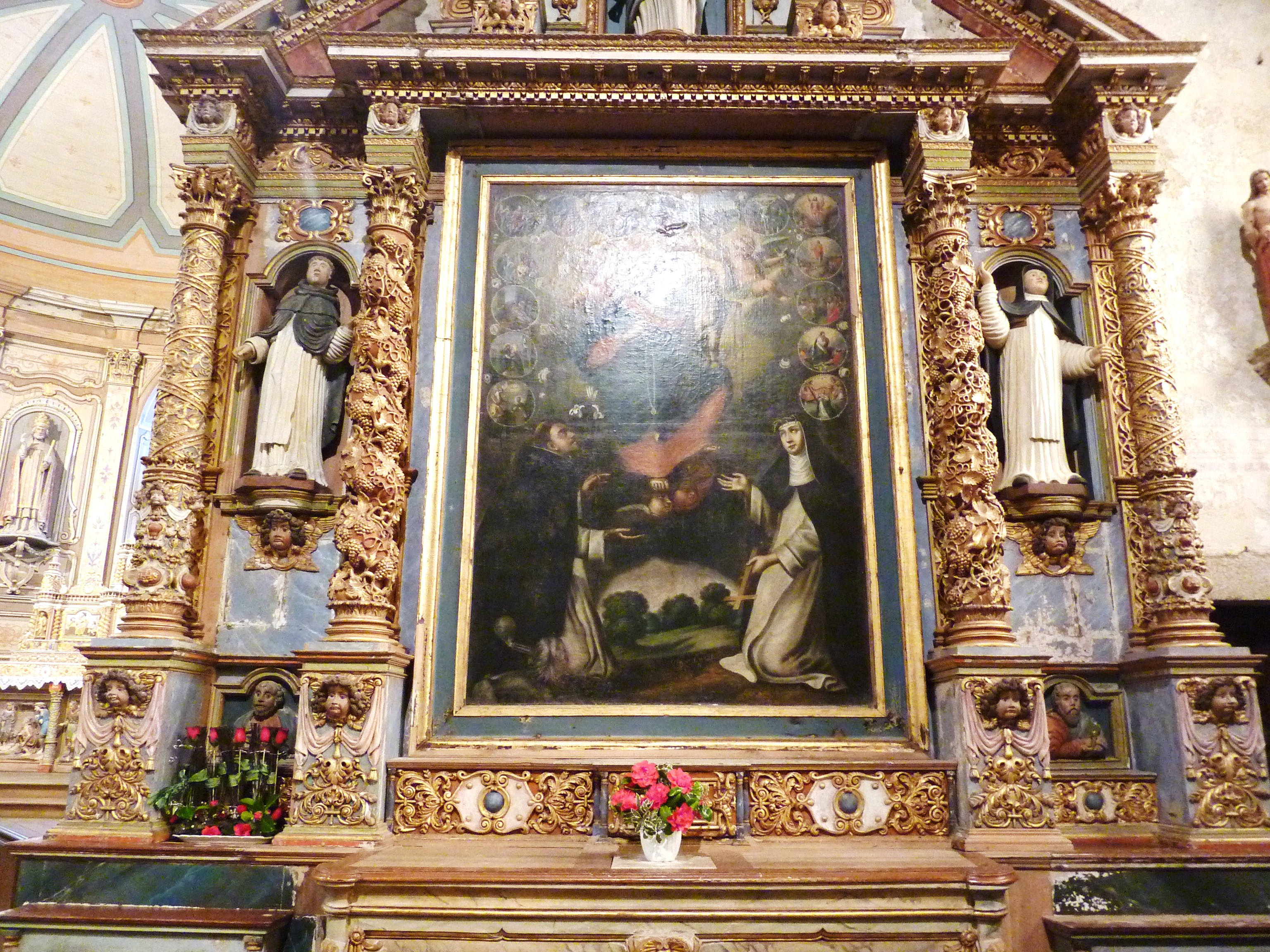
Ploudiry, église paroissiale, autel du rosaire.
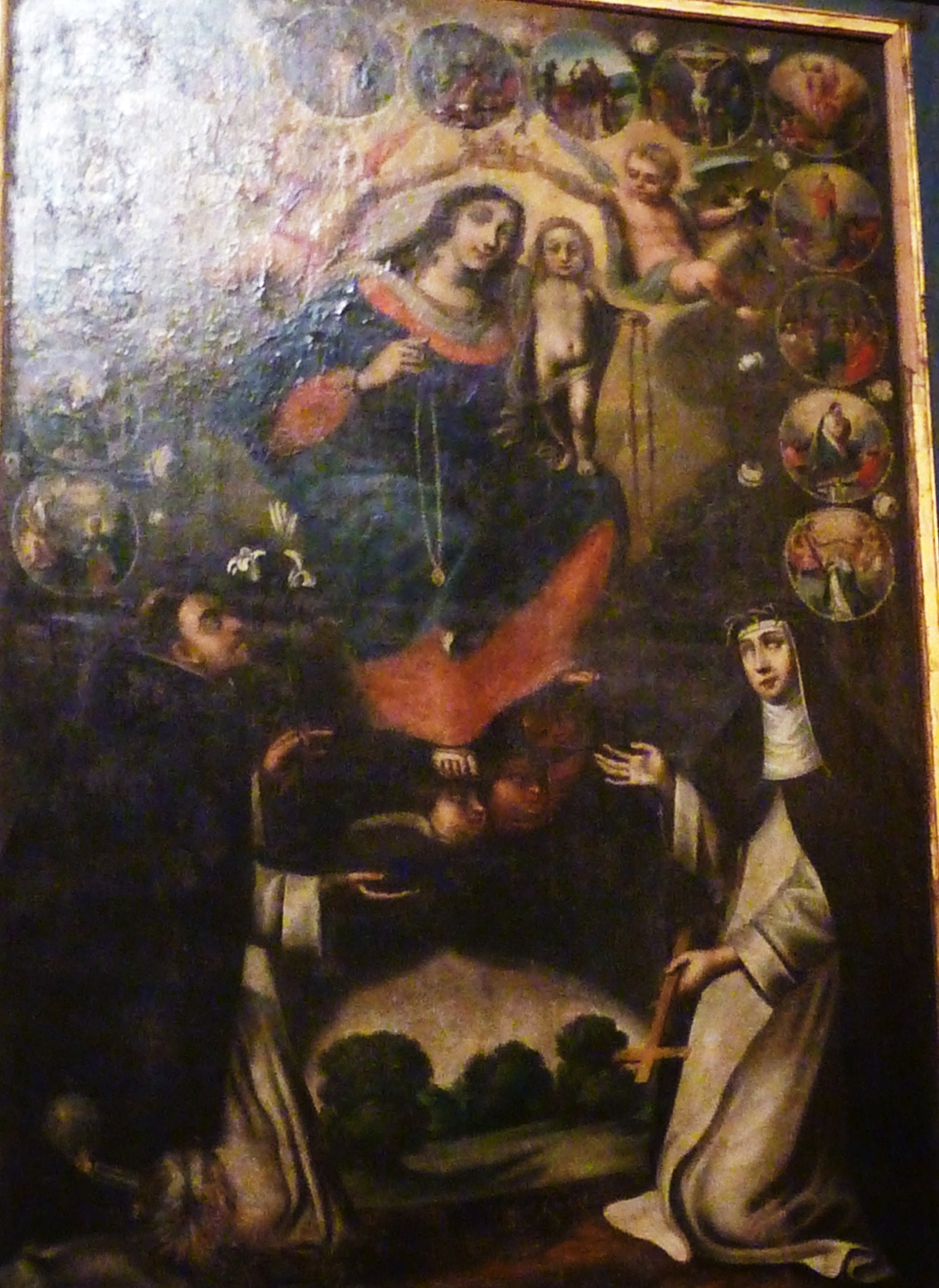
Ploudiry, église paroissiale, autel du rosaire (tableau avec médaillons).
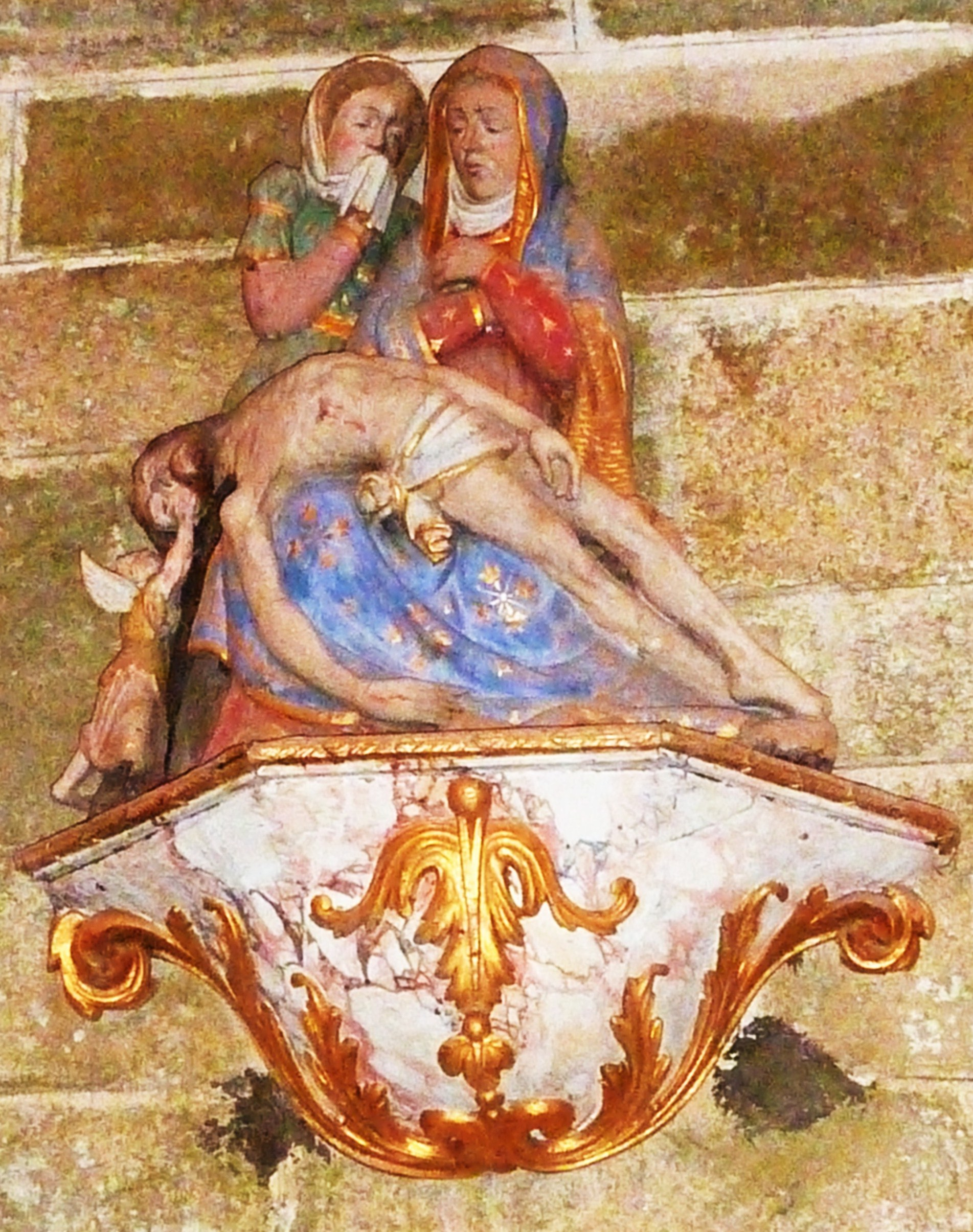
Ploudiry, église paroissiale, pietà.
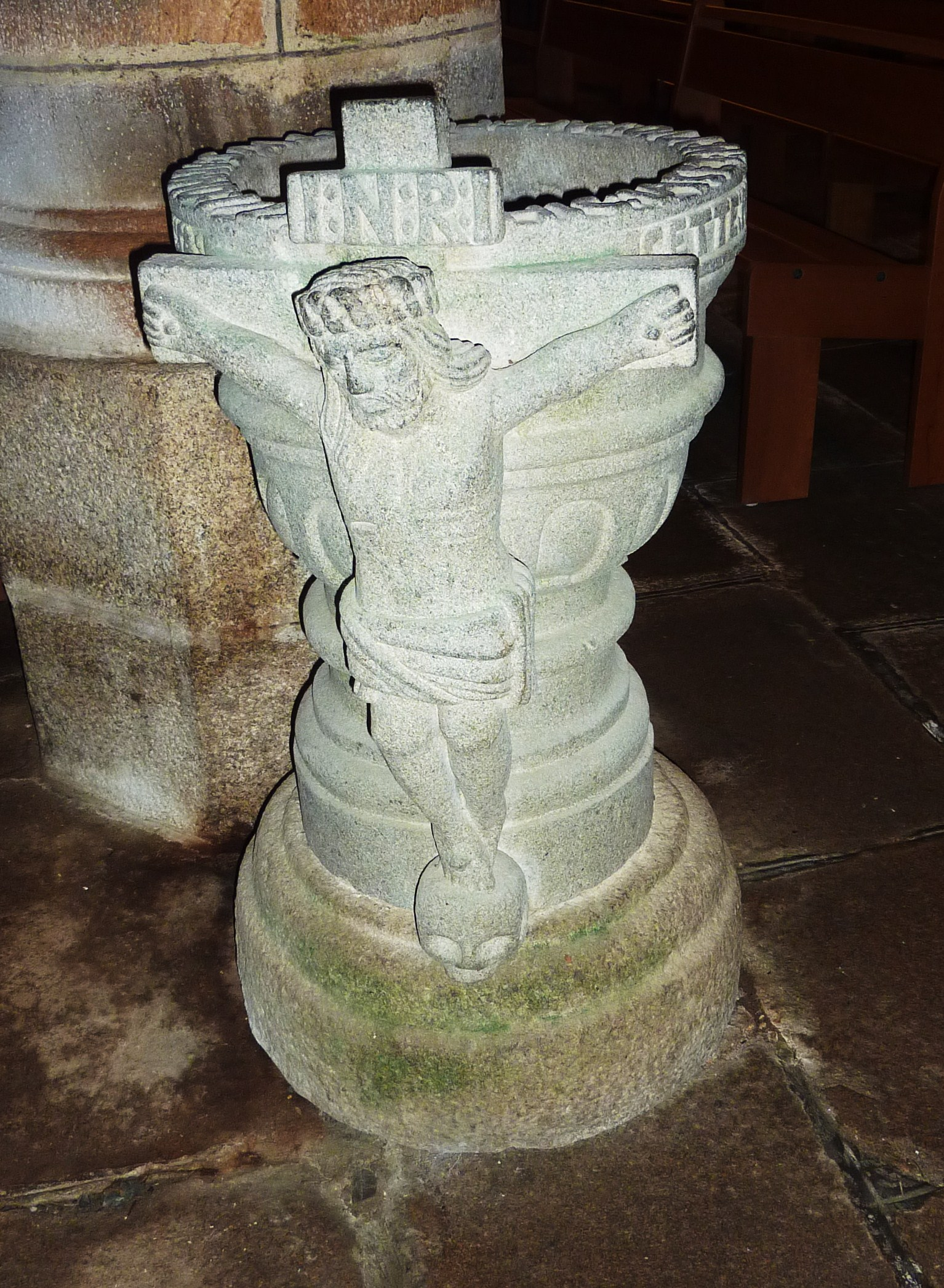
Ploudiry, église paroissiale : réservoir d'eau lustrale[72].
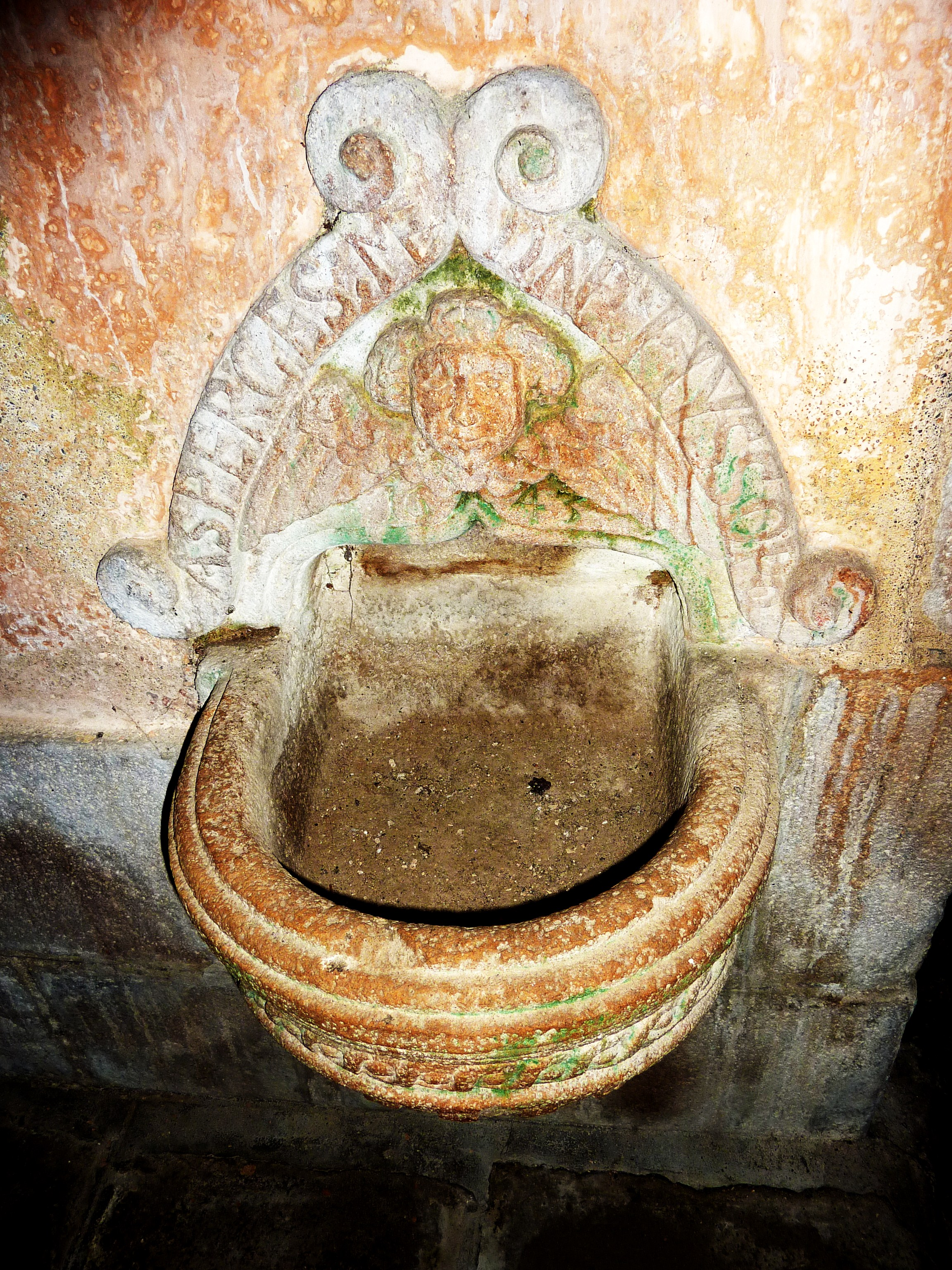
Ploudiry, église paroissiale : bénitier.
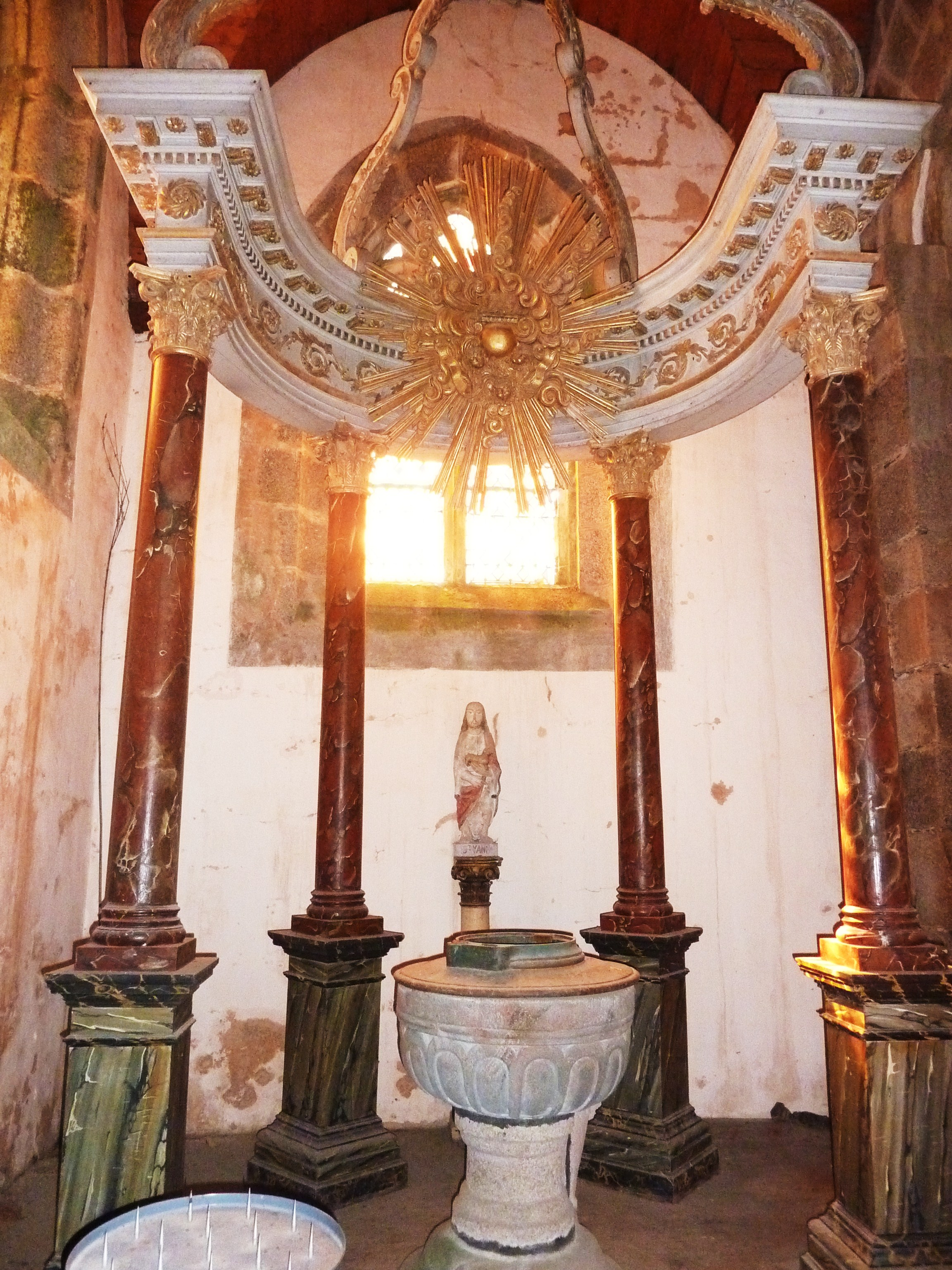
Ploudiry, église paroissiale : fonts baptismaux avec baldaquin.
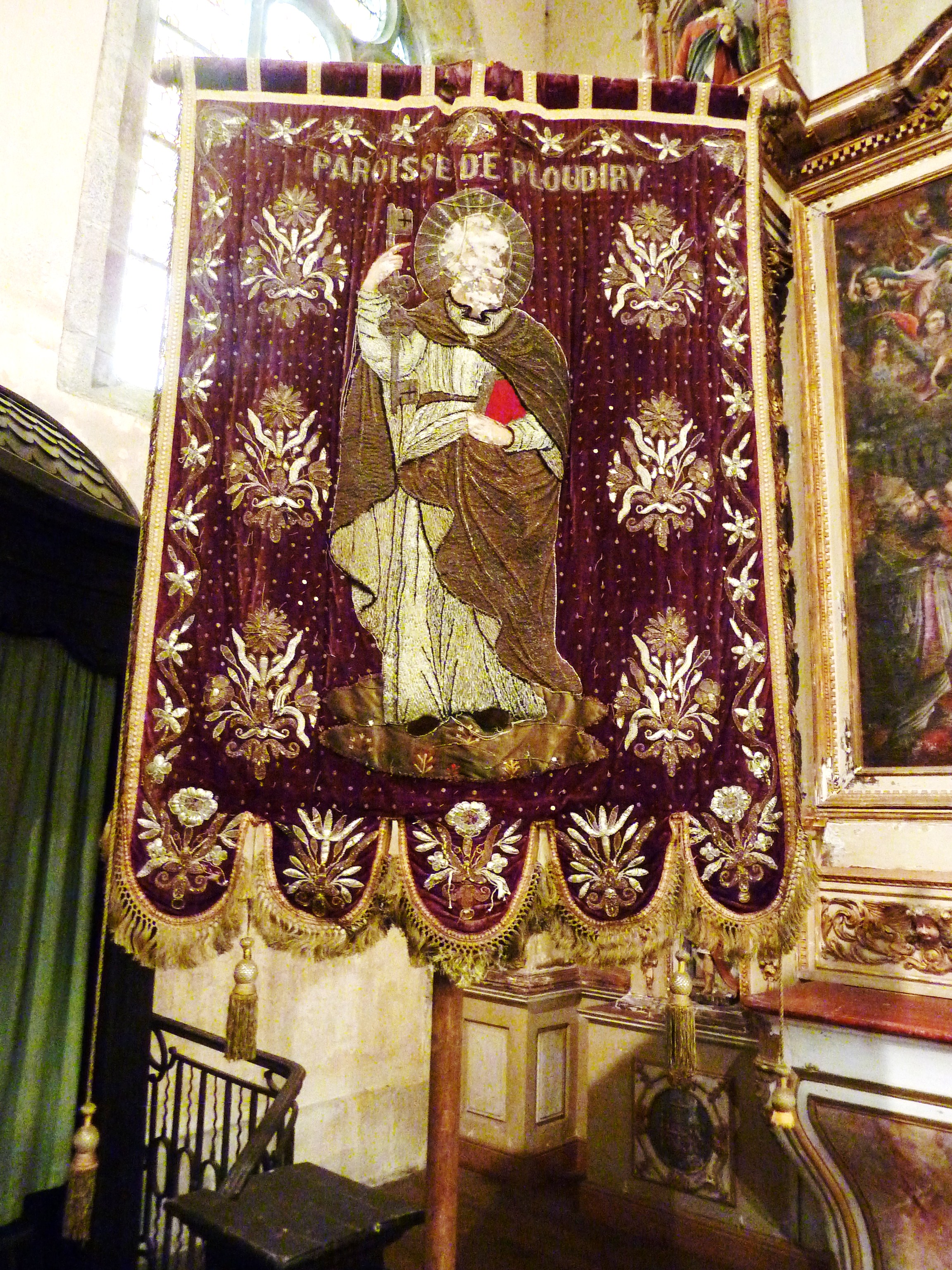
Ploudiry, église paroissiale, bannière de procession.

- L'ossuaire (ou reliquaire), transformé en chapelle Saint-Joseph, date de 1635 mais a été restauré en 1731. L'ange situé au-dessus du bénitier extérieur tient une banderole avec l'inscription : BONNES.GENT.QVI.PR.ICY.PASSEZ.PRIEZ.DIEU.POVR.LES.TREPASSEZ. ; sur mes chapiteaux des gaines : G.GOULM.Y.BOSEC.FABRIC/QVES/EN.LAN.1635 ; sur le clocheton : CE.RELIQUAIRE.A.ETE.REBATI.LORS.FABRIQVES.D.M.H.LE GVEN..INIZAN.1731.

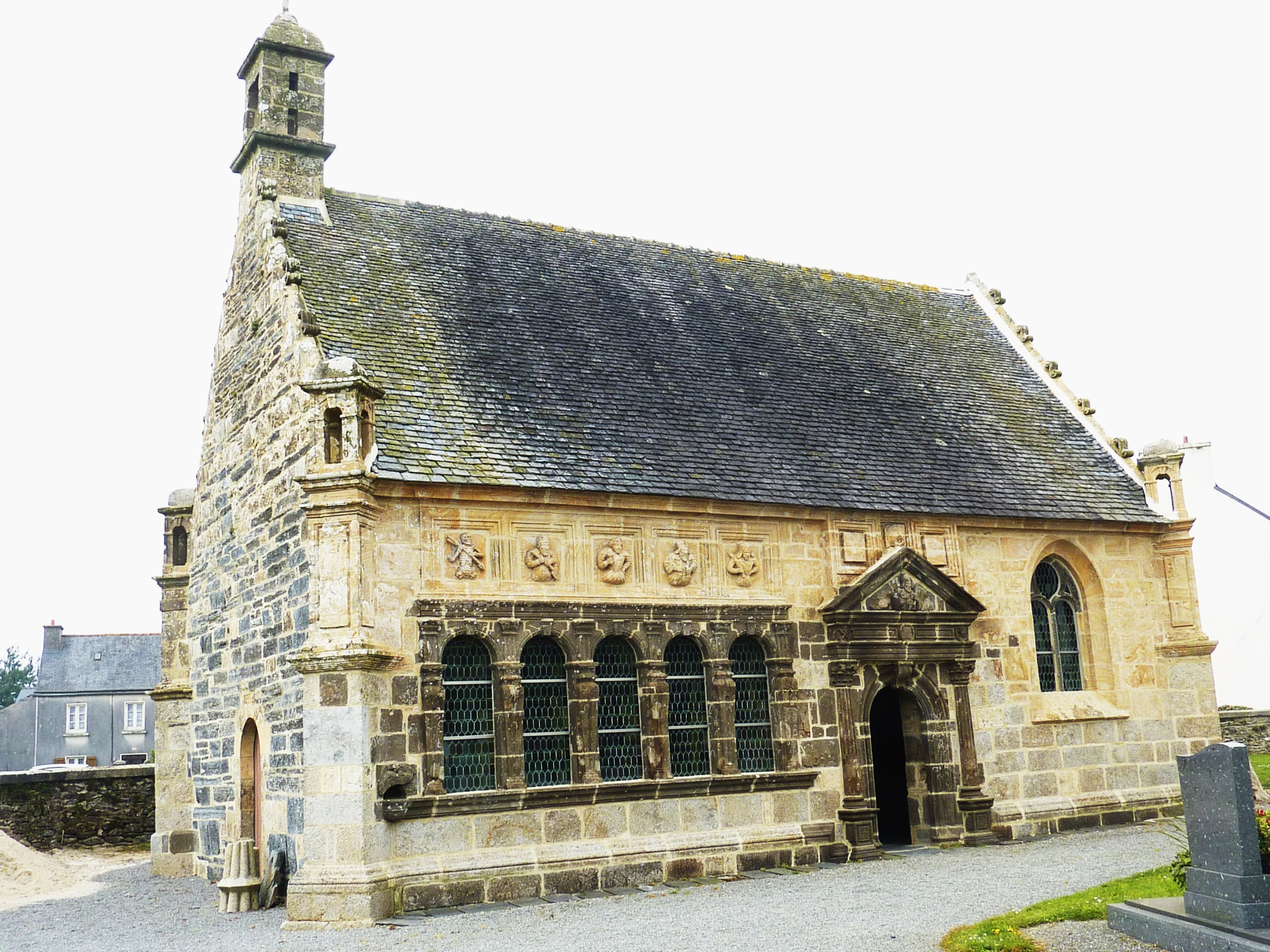
Ploudiry : l'ossuaire, vue d'ensemble 1.
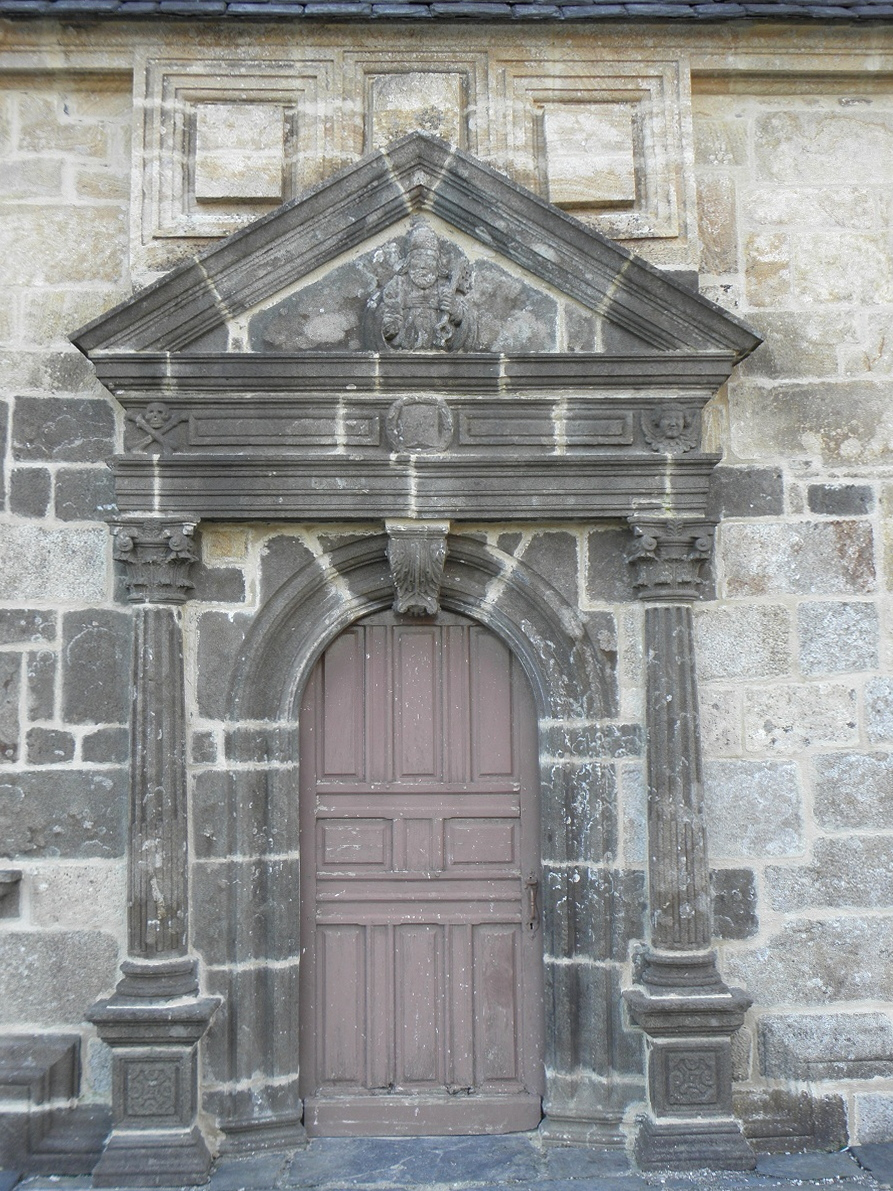
Ploudiry : l'ossuaire, la porte d'entrée.
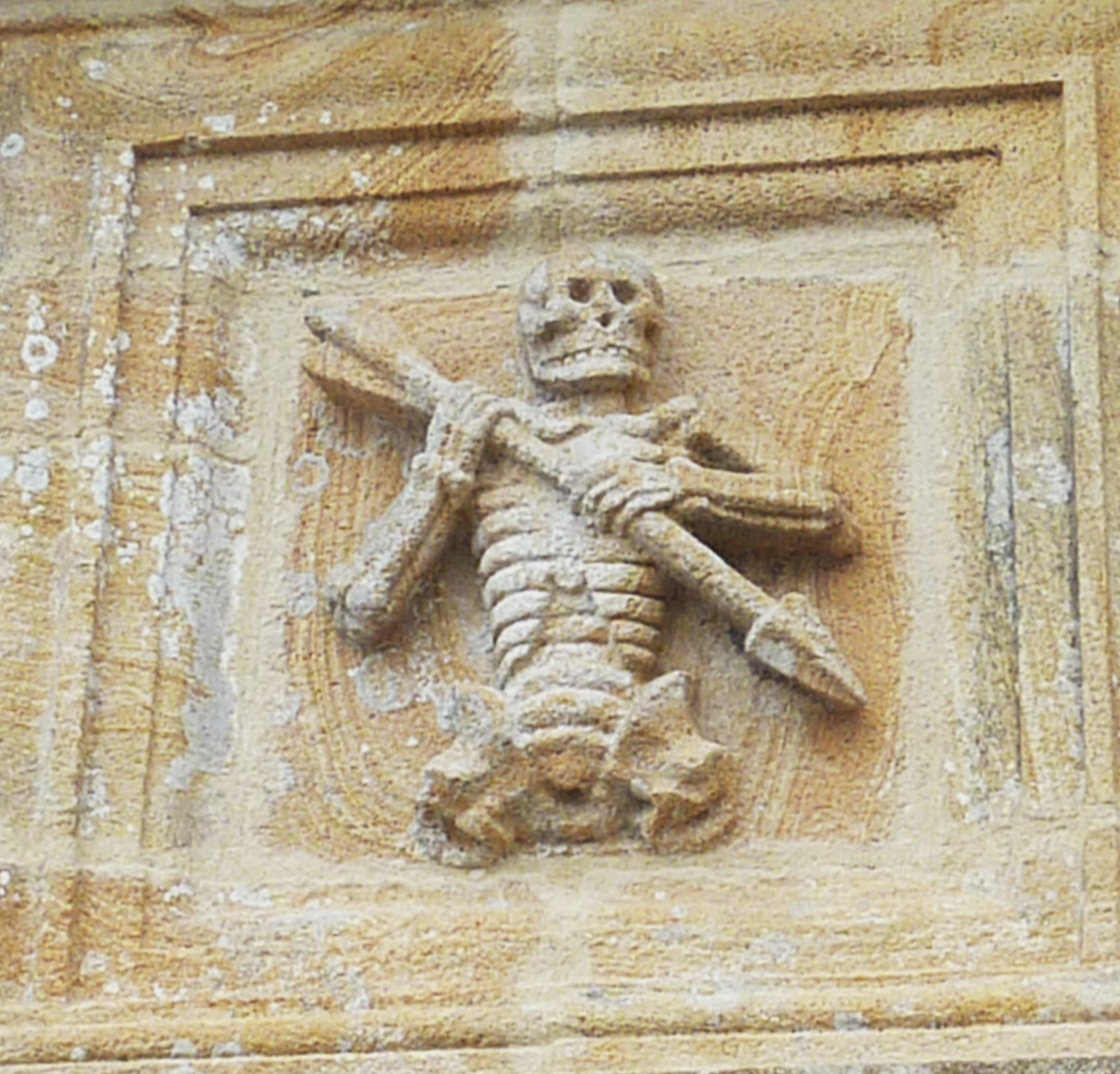
Ploudiry, détail de l'ossuaire : l'Ankou.
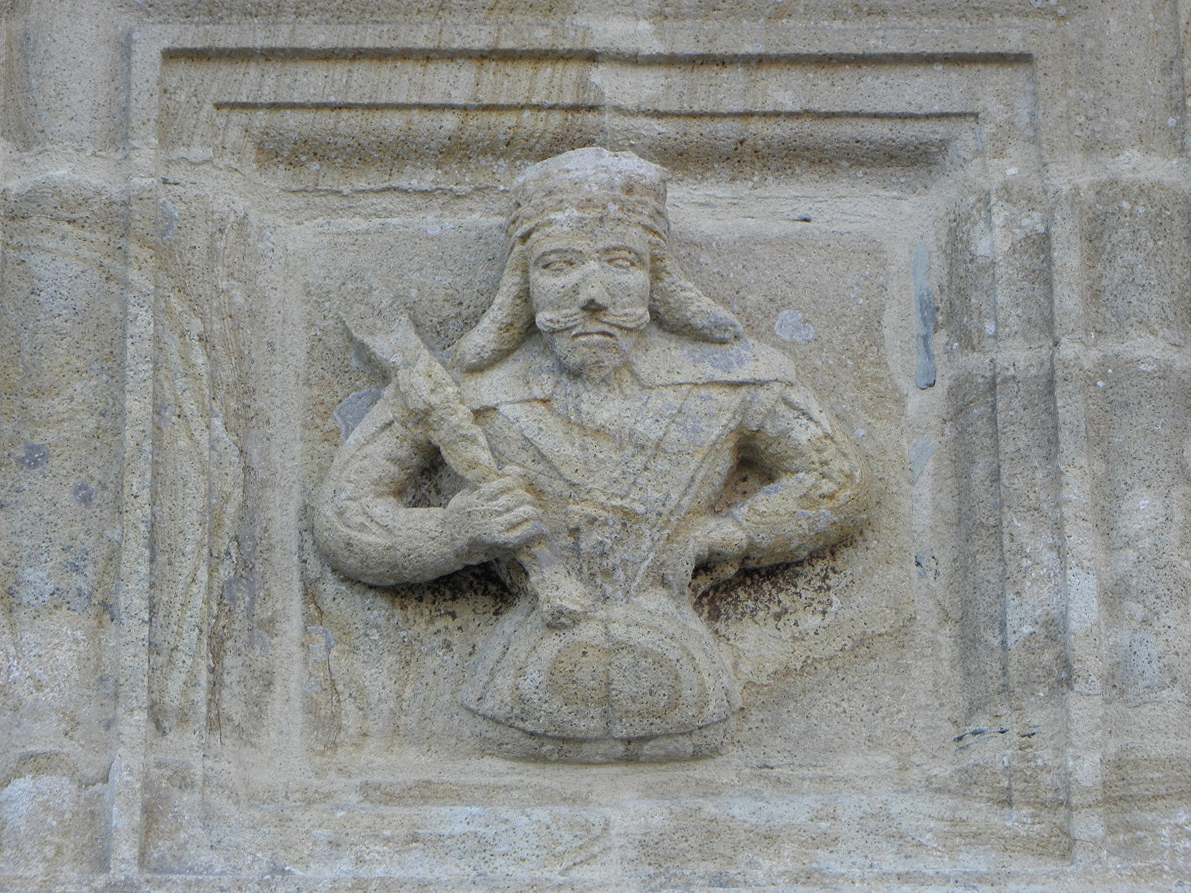
Ploudiry, détail de l'ossuaire : le guerrier.
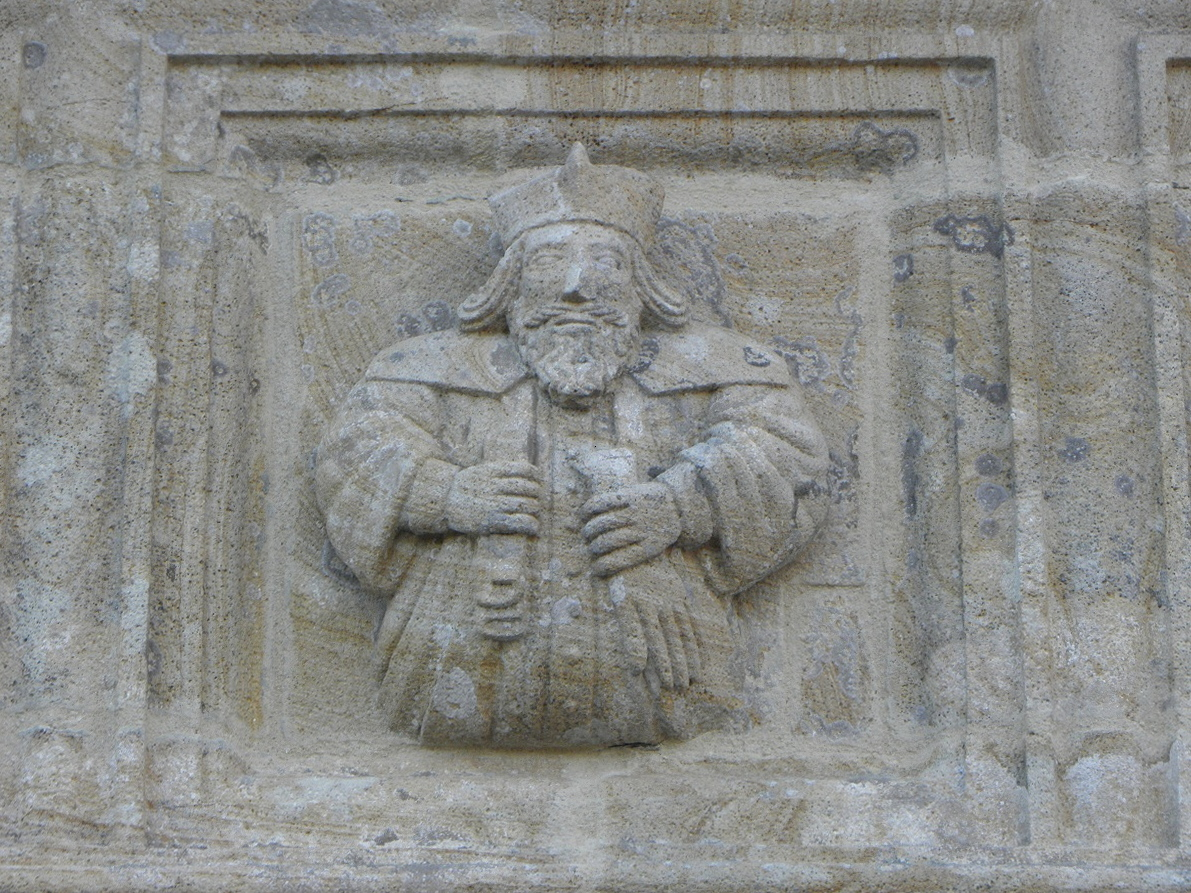
Ploudiry, détail de l'ossuaire : le juge.
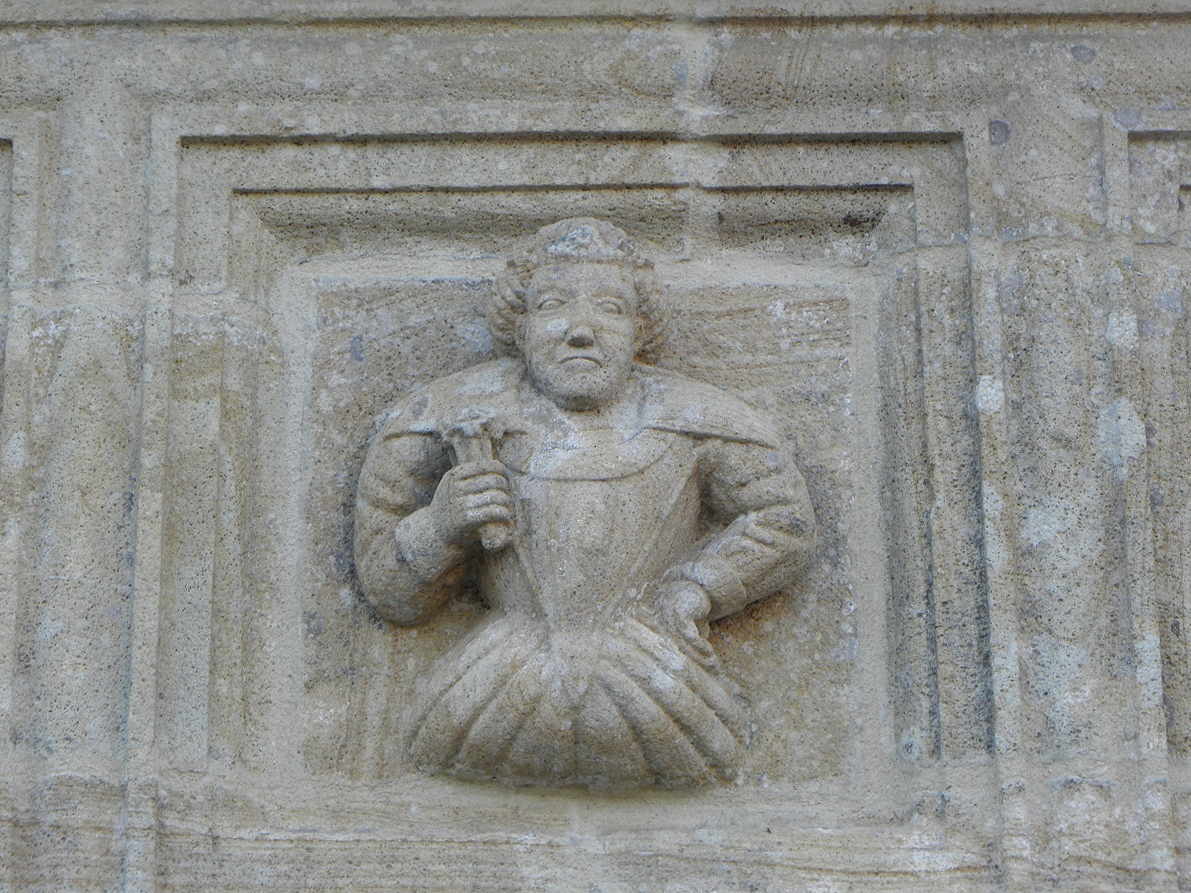
Ploudiry, détail de l'ossuaire : la noble dame.
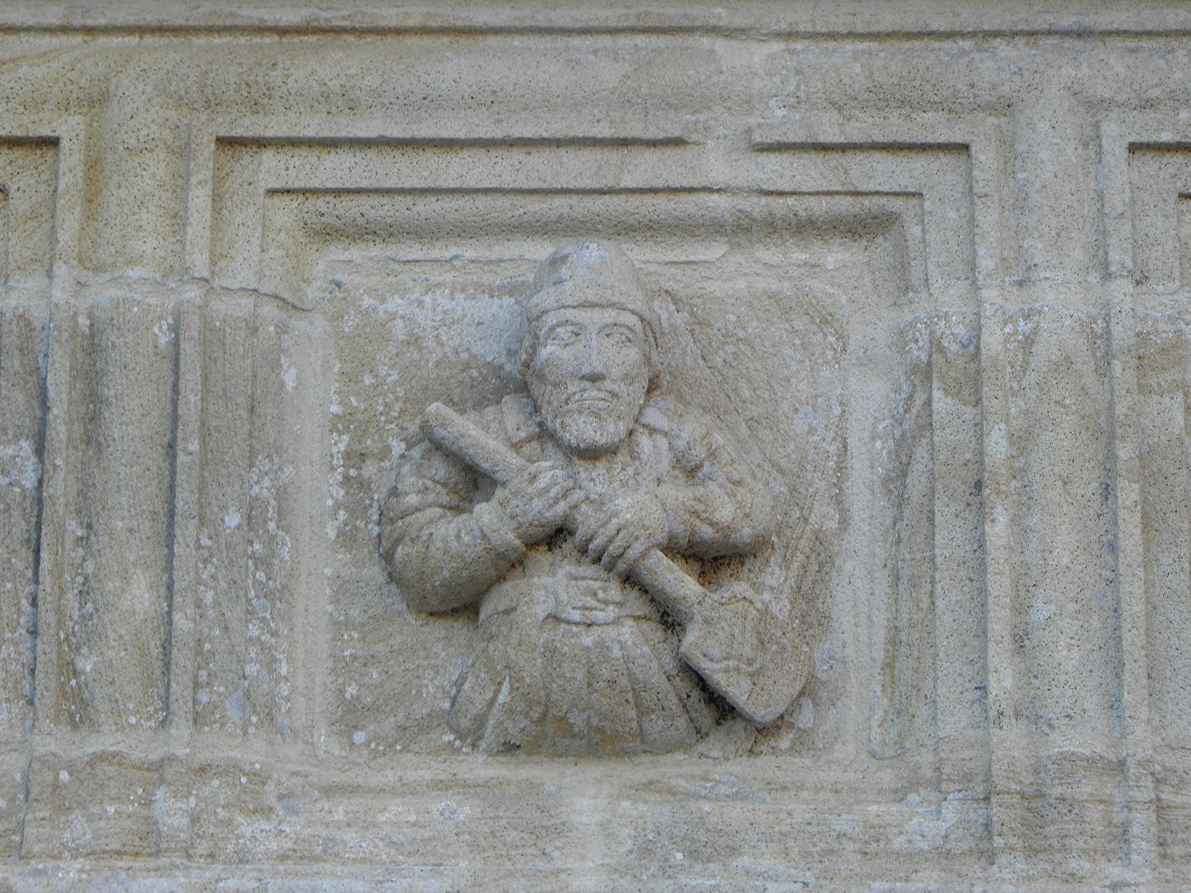
Ploudiry, détail de l'ossuaire : le laboureur.
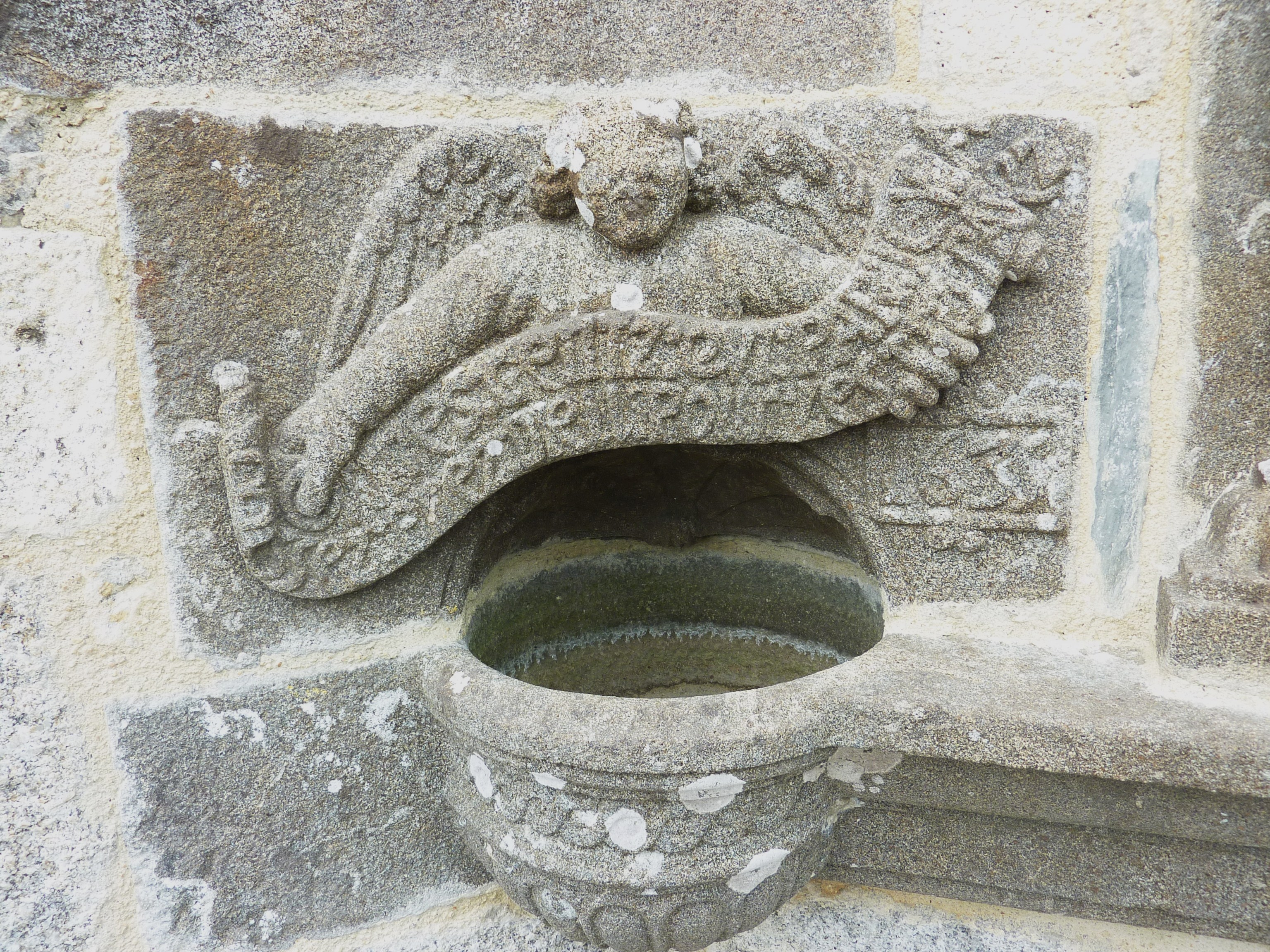
Ploudiry, détail de l'ossuaire : bénitier extérieur et sa banderole.

- La chapelle Saint-Antoine, en forme de croix latine, date du XVIIe siècle et possède des retables de la même époque, ainsi que plusieurs statues dont une de saint Pol ainsi qu'un Ecce Homo. Le calvaire de la chapelle Saint-Antoine date de 1689 et une fontaine, datant aussi du XVIIe siècle, se trouve à proximité.

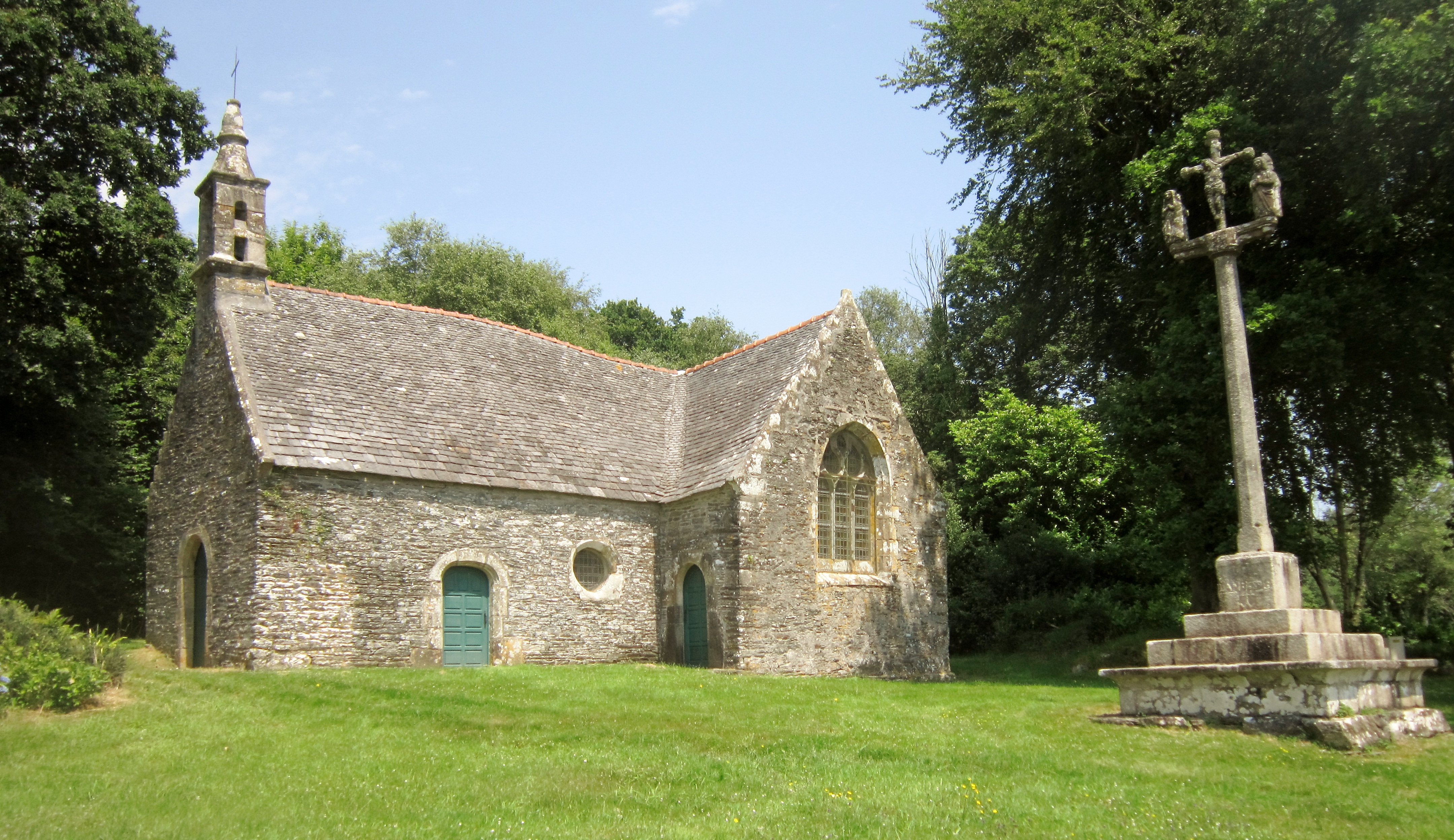
La chapelle Saint-Antoine (XVIIe siècle) et son calvaire.
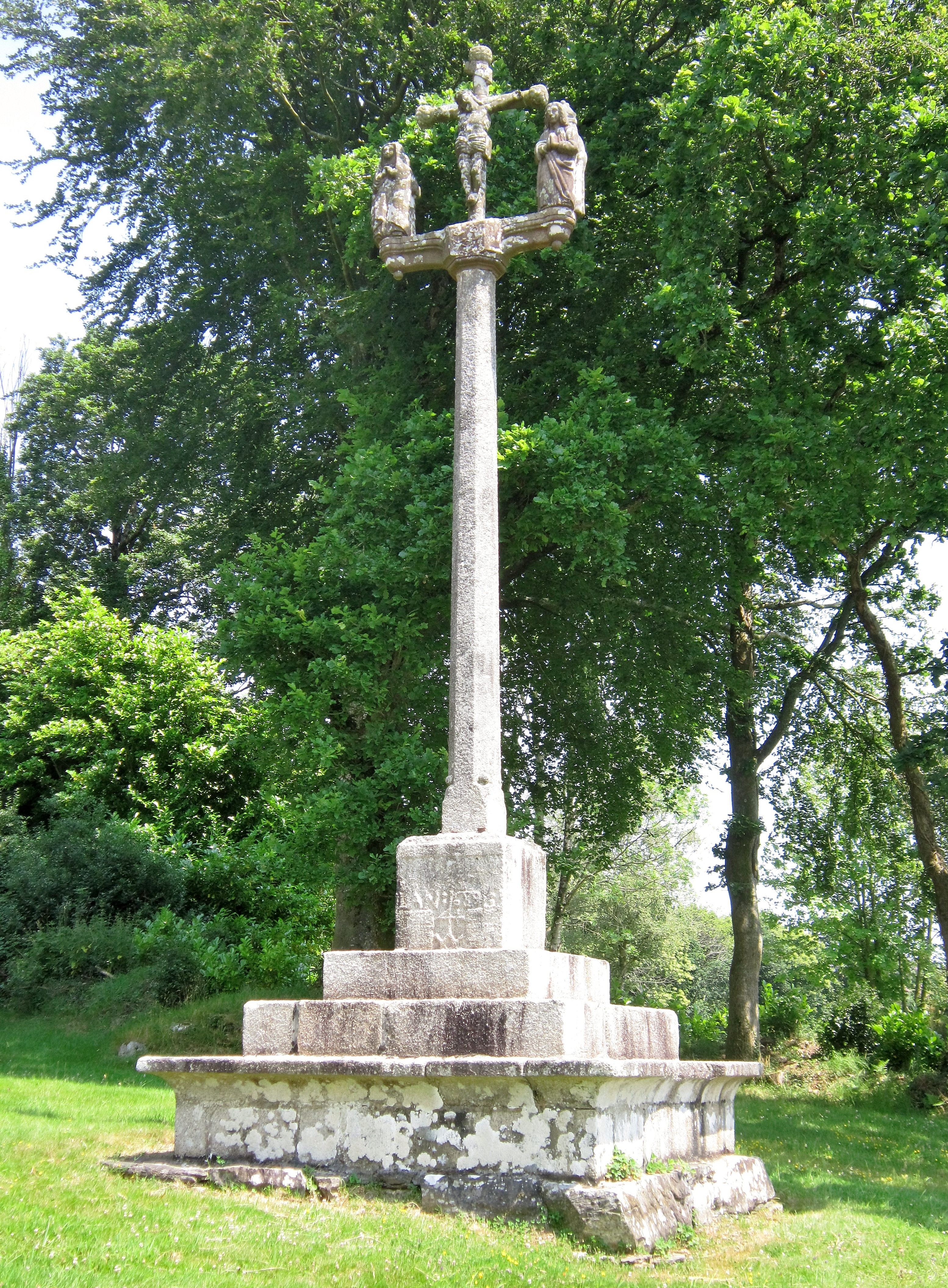
Le calvaire près de la chapelle Saint-Antoine.
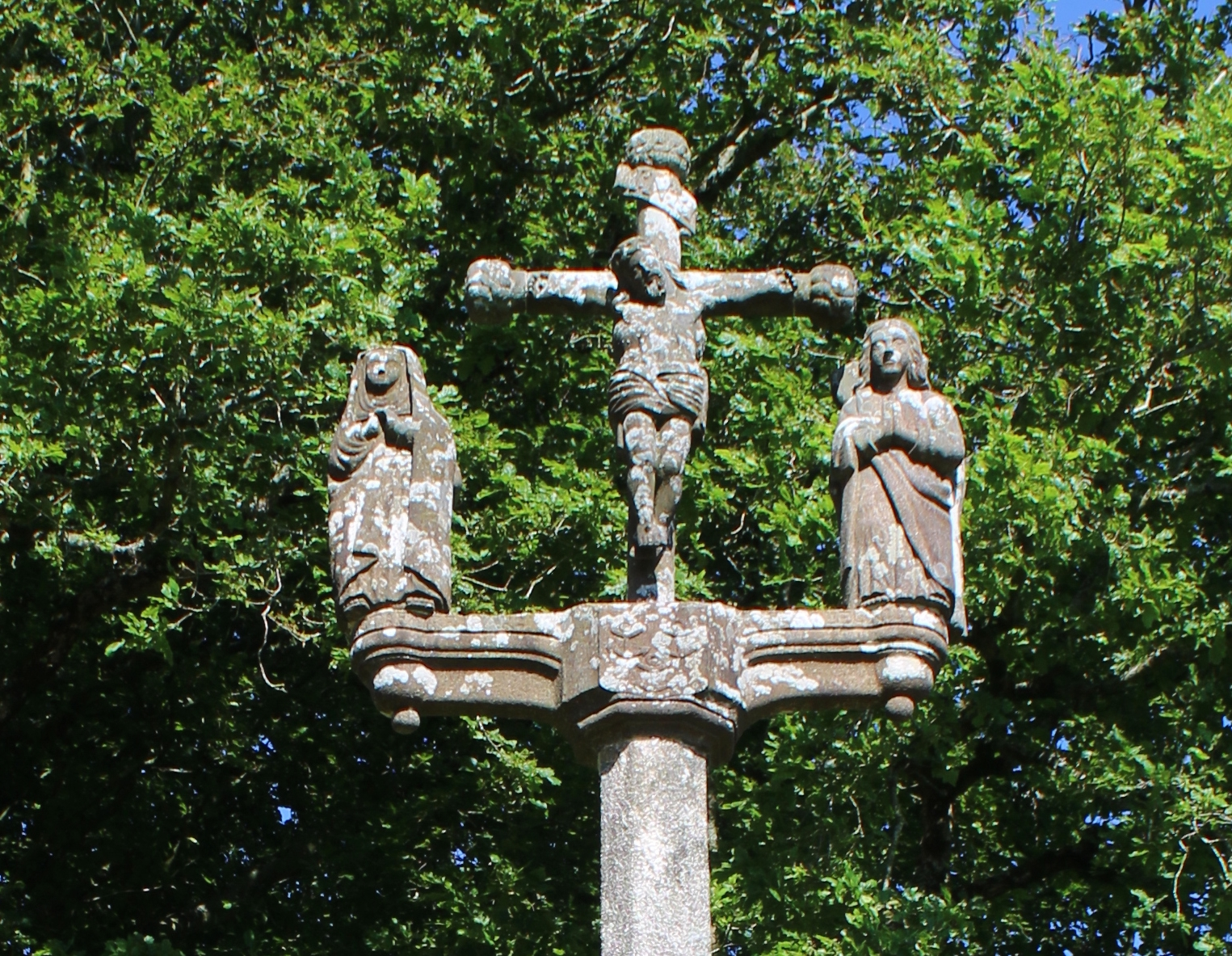
Détail du calvaire  de la chapelle Saint-Antoine
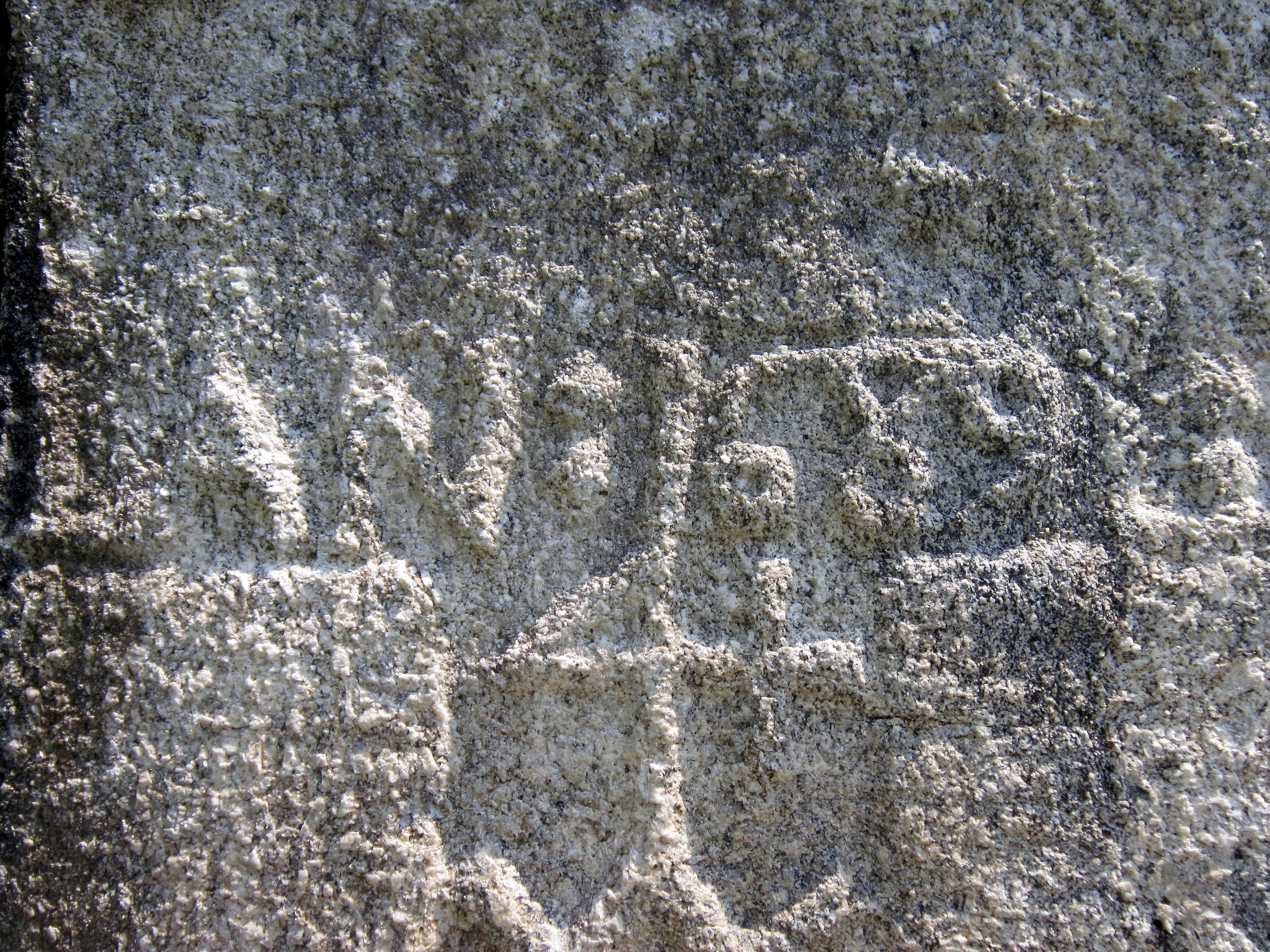
Inscription située sur le socle du calvaire près de la chapelle Saint-Antoine et portant la date de son érection (1689).
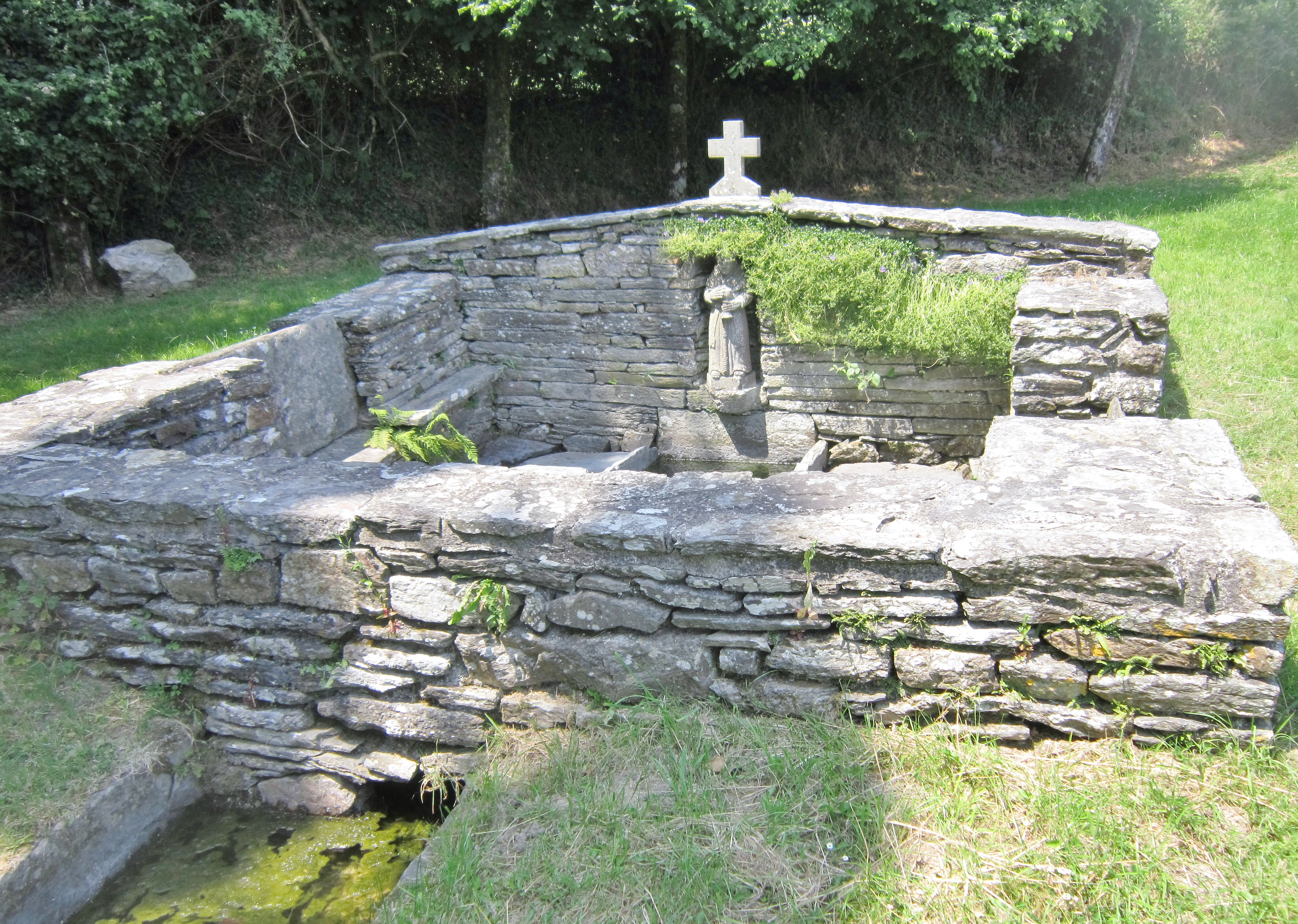
La fontaine située en contrebas de la chapelle Saint-Antoine.

- Douze croix et calvaires sont recensés sur le territoire de Ploudiry[73] dont la croix du cimetière (date du XIVe siècle), la croix de Kerlann[74] qui date du XVe siècle, le calvaire de Primel (du XVIe siècle, la croix dite Cros ar Pap à Kerbader[75] (qui date aussi du XVe siècle), la croix de Botvalan (XIXe siècle), etc.
- Le monument aux morts.

## Personnalités
- Jean Mingam, artiste peintre, 1927-1987[76].